# 福特Crown Victoria
福特Crown Victoria，是福特汽車公司自 1991 年到 2011 年，基於福特豹平台生產的一款後輪驅動的中大型車 。

## 命名起源
在 1992 年以前，福特曾兩度使用 Crown Victoria 做為車系的最高規格之名，分別為 1955 至 1956年的 Fairlane，以及 1980 至 1991 年的福特 LTD 維多利亞皇冠系列。共同特色為在 B 柱上施以不銹鋼飾條點綴。

### 1955-1956
1955 年，福特推出 Fairlane 作為該品牌的高級車型，並以 Crown Victoria 為最高規格之名。其特點為在 B 柱上多了不銹鋼飾條，並沿著線條環繞車頂一圈至另一側的 B 柱，使車頂線條更加時尚。
除了標準的車頂，Crown Victoria Skyliner 還在車頂前 1/2 處配備一塊有色的固定式丙烯酸玻璃天窗。

自 1957 年開始，因應福特車型系列的重新設計，Crown Victoria 的規格就此從 Fairlane 車系中退役。

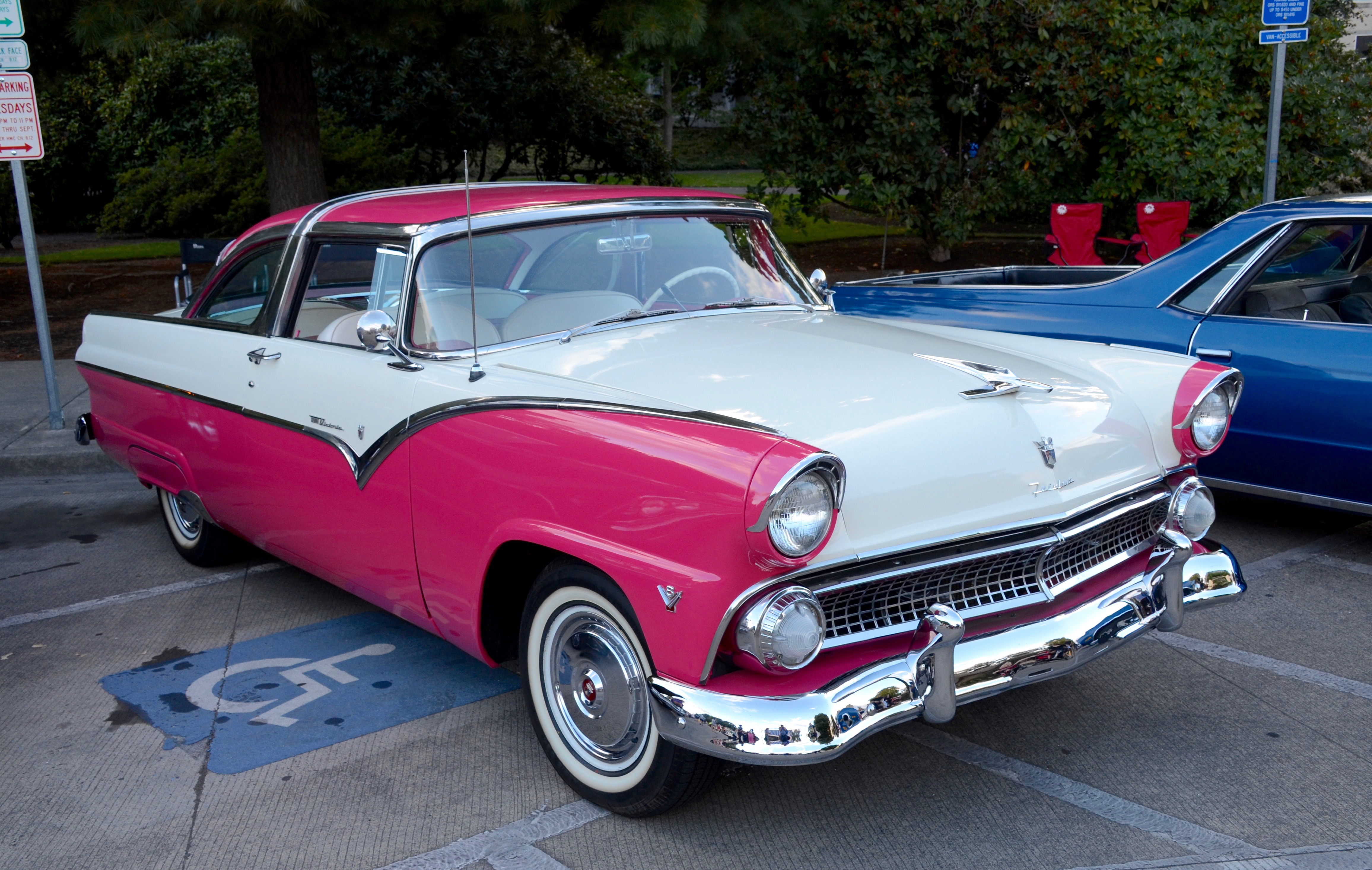
1955 Ford Fairlane Crown Victoria
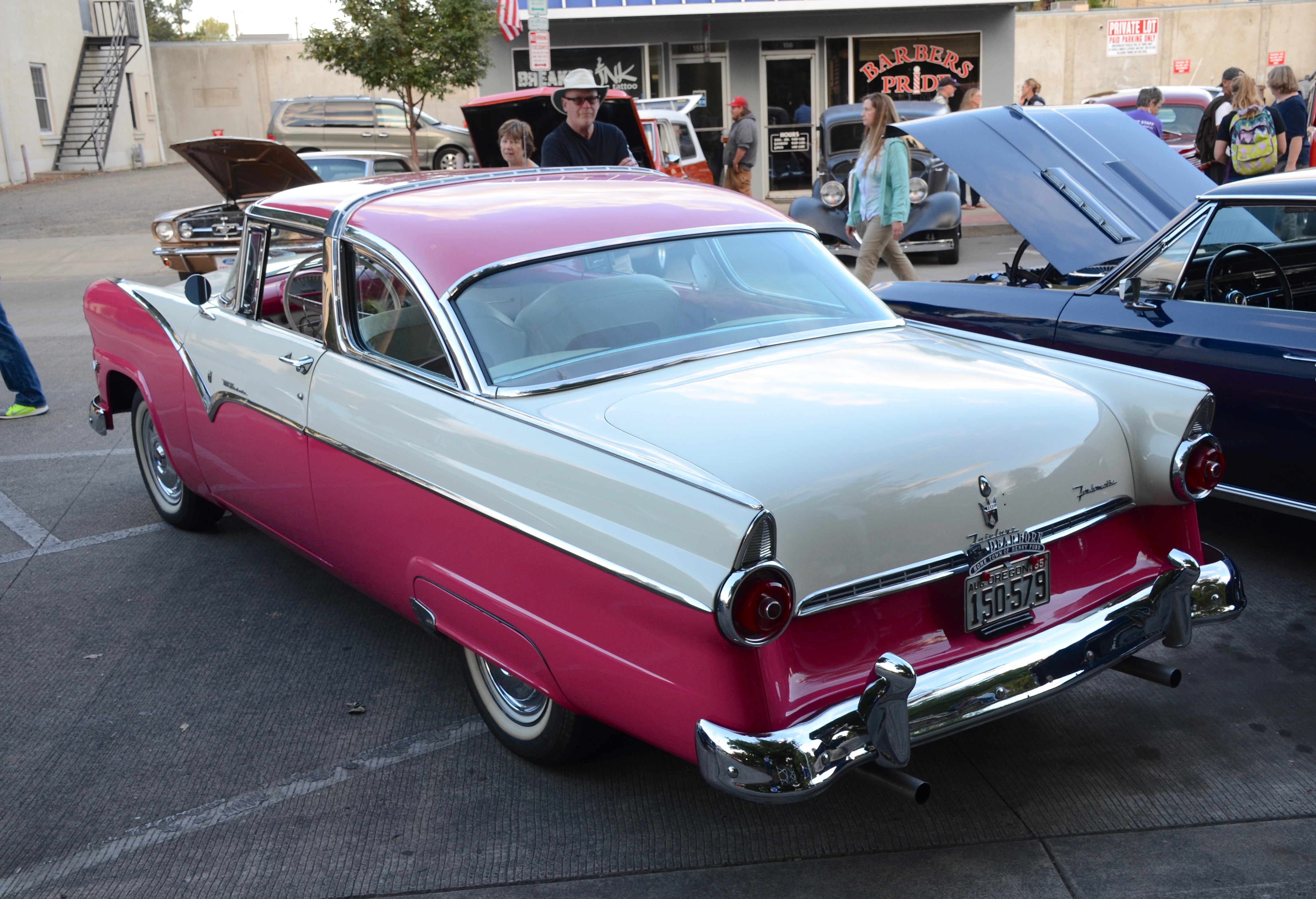
1955 Ford Fairlane Crown Victoria
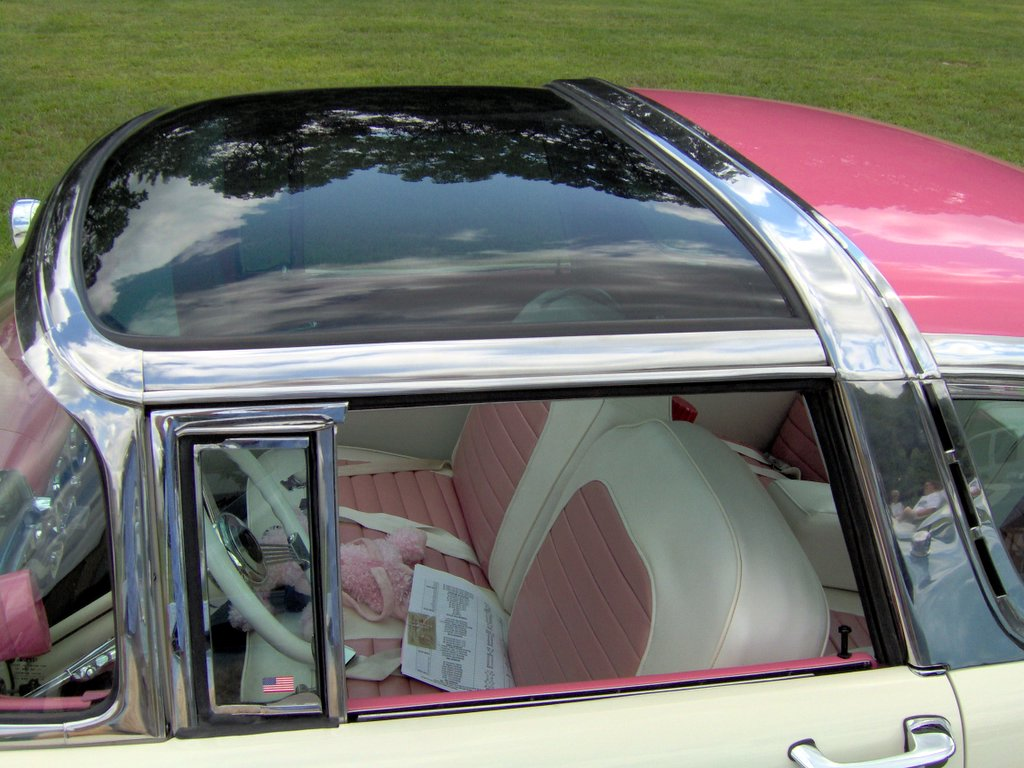
1955 Ford Crown Victoria Skyliner 的天窗

### 1980-1991
1980 年，福特重新啟用 Crown Victoria 當作 LTD 車系的最高規格，用以取代先前的 LTD Landau。為了與 Mercury Grand Marquis 有所區分，福特施以不銹鋼飾條點綴 B 柱，該規格也使用乙烯基包覆一半的車頂。

1983 年開始，因應福特對於旗下中型車及標準車的調整，LTD Crown Victoria 正式成為獨立車型（與 Mercury Grand Marquis 對應），至於原本的 LTD 車型則被歸類在中型車，用以取代 Ford Granada。

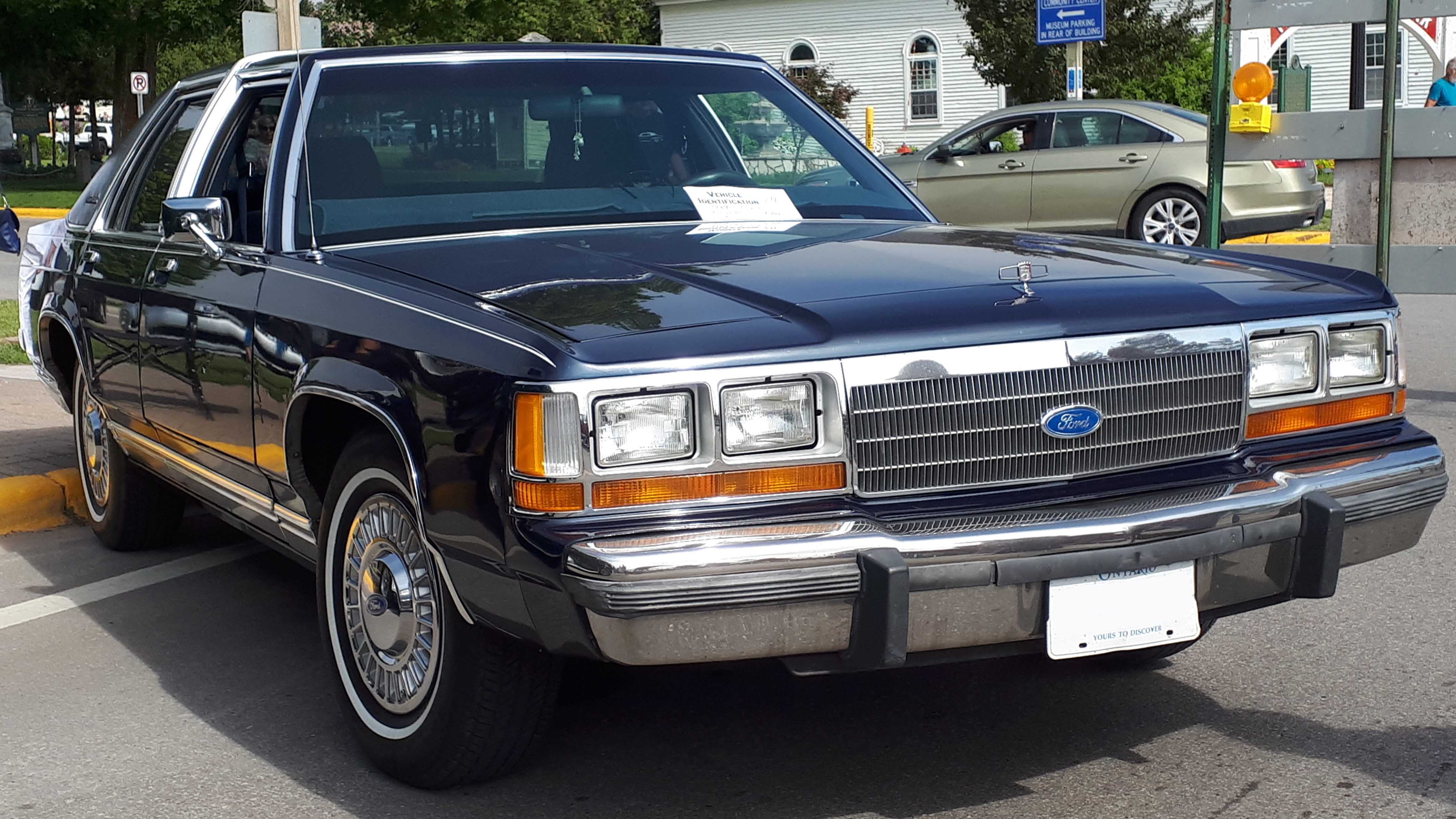
1988–91 Ford LTD Crown Victoria
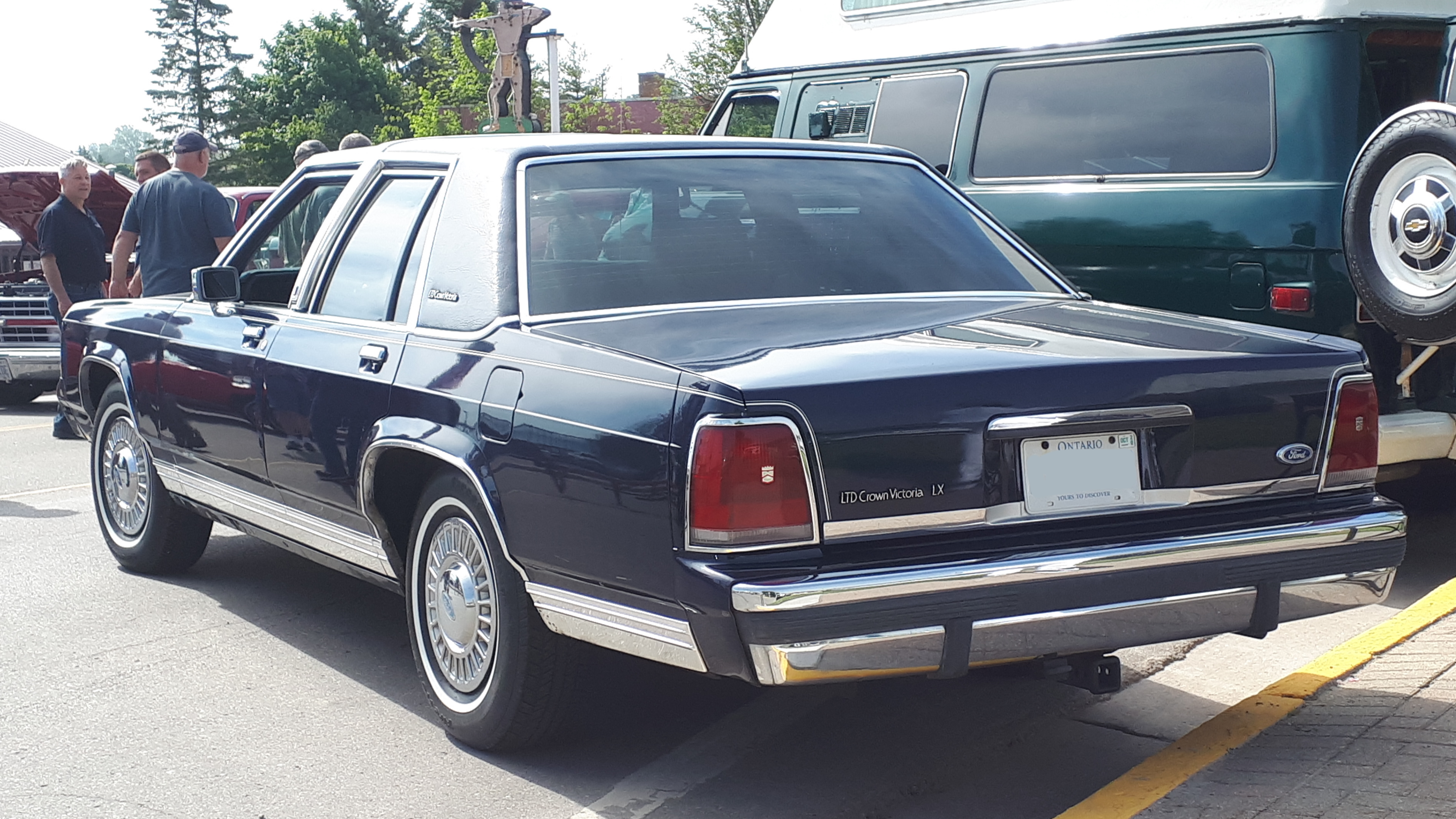
1988–91 Ford LTD Crown Victoria
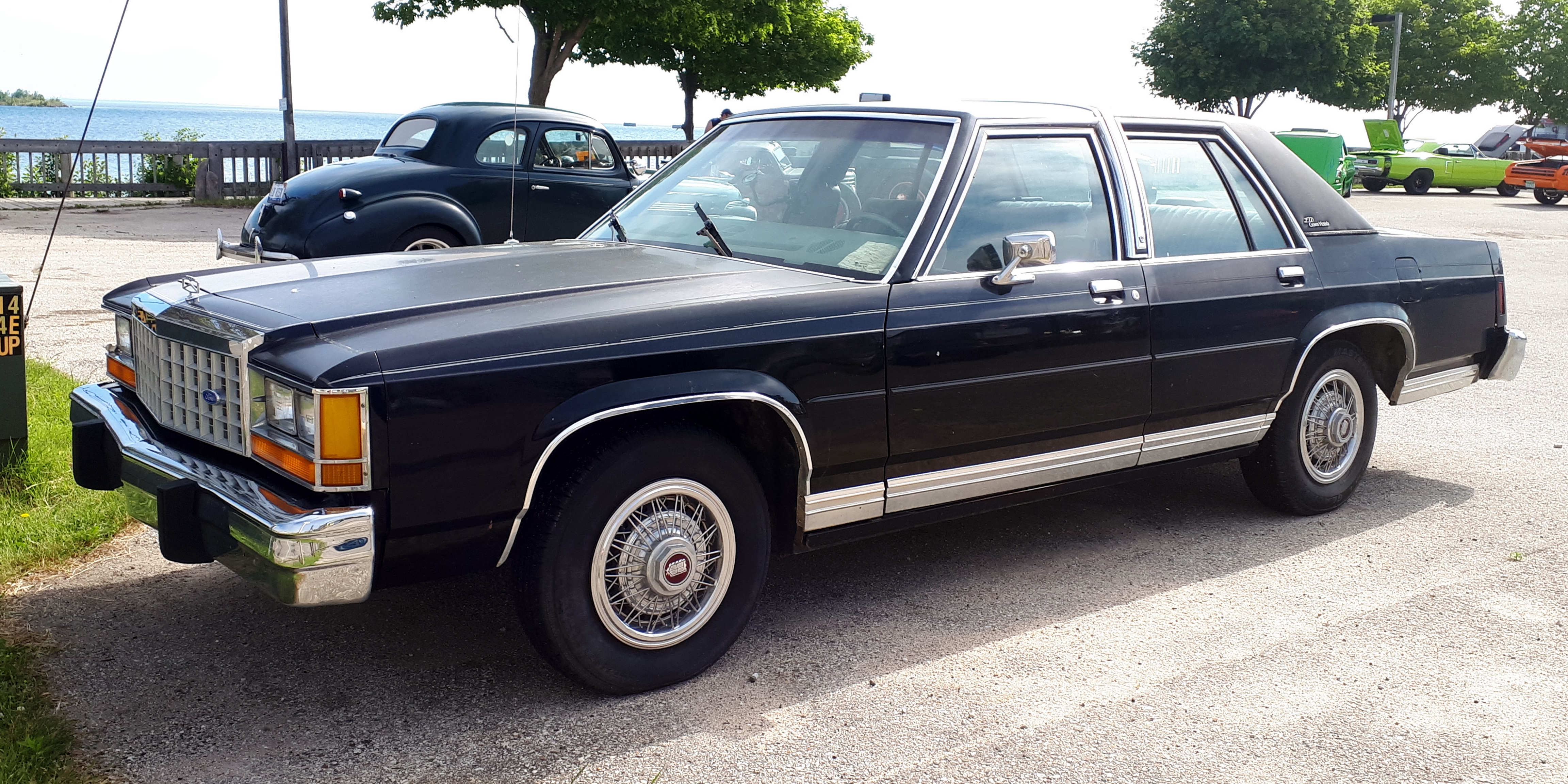
1983–87 Ford LTD Crown Victoria
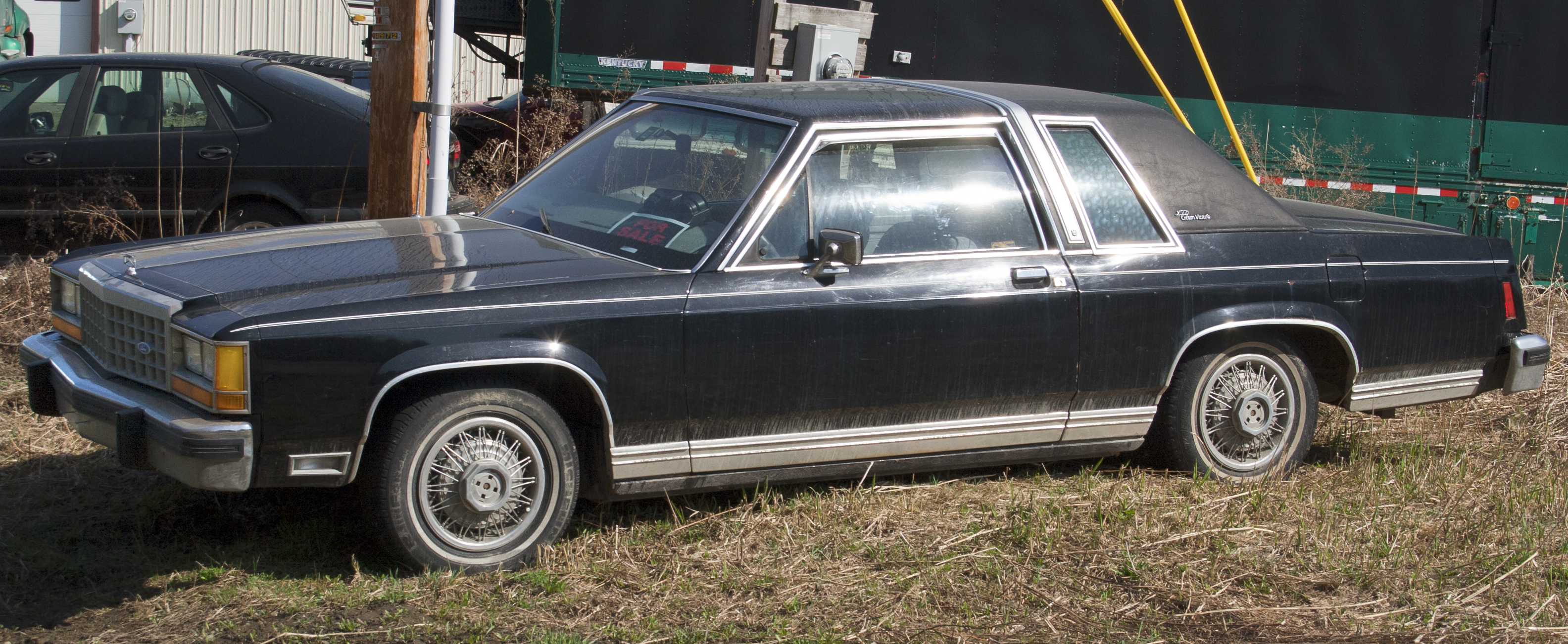
1984 Ford LTD Crown Victoria 2-door Sedan
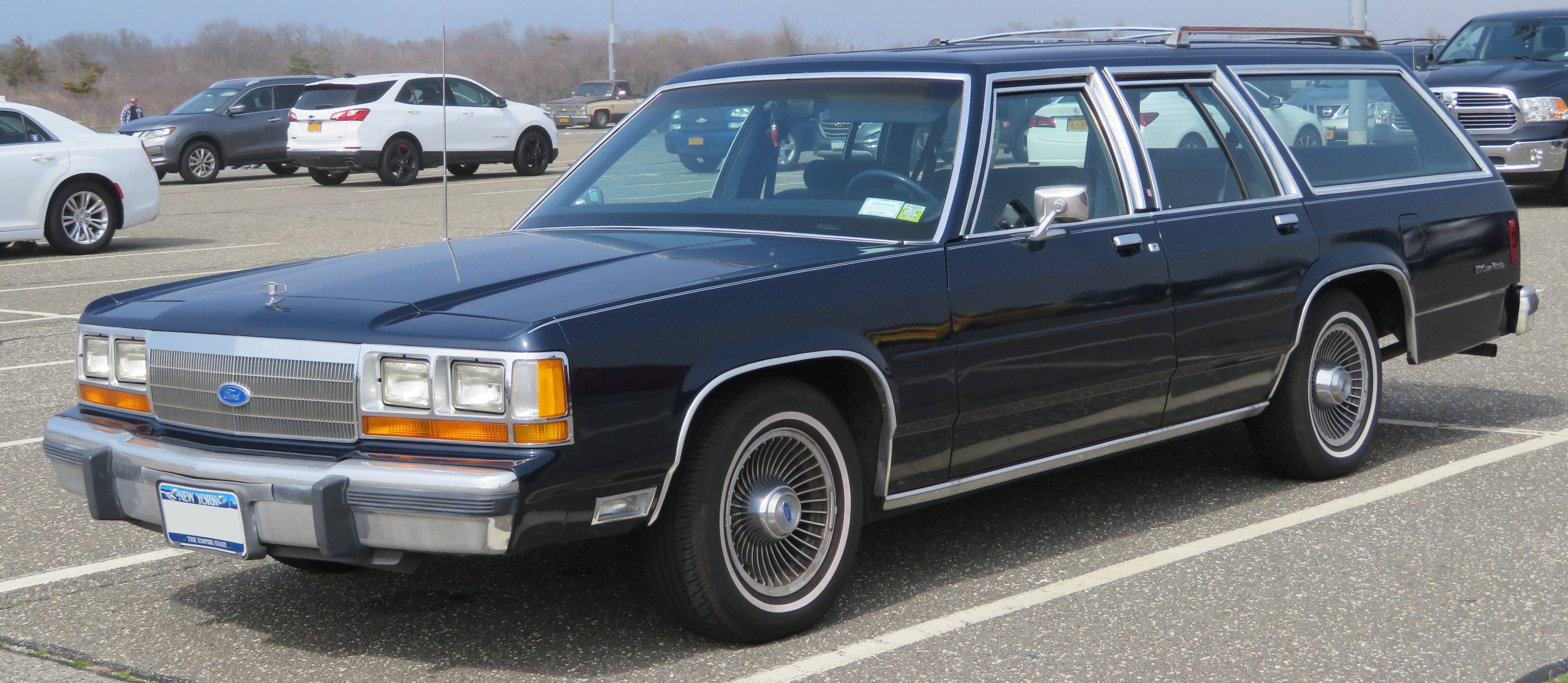
1990 Ford LTD Crown Victoria Wagon

## 第一代 (1992–1997)

### 車型背景
1987 年第一季，福特著手開發代號為“EN53”的計畫。與其競爭對手雪佛蘭 Caprice 一樣，在保留上一代底盤構造的同時改變其外觀設計。該車外型受 福特 Taurus 啟發，同樣採楔形設計，風阻從 0.42 降低到 0.34（幾乎與福特 Taurus 的 0.32 相匹配），以提高空氣力學和燃油效率，後來此外型又稱作“Aero”。細節方面，無水箱罩式車頭設計，甚至是車門把手、前後保險桿和頭尾燈組的造型都與 Taurus 相像。雖然 Taurus 的外型頗受該級距市場的歡迎，但套在 Crown Victoria 上，卻讓很多潛在買家又愛又恨。而為了與 Grand Marquis 有所區分，兩者的共同部件僅有前擋風玻璃、前門和鋁圈。
由於家庭用車市場的轉變，自這一代起，Crown Victoria 不再供應旅行車版本。

### 動力總成
底盤同樣採自 1978 年發表的福特豹平台，但已經針對行路性和操控性進行改善，也更新轉向及懸吊裝置。為了提高煞車能力，煞車系統也換成四輪碟煞。在當時，ABS 防鎖死煞車系統及低速循跡控制系統為相當熱門的選配。1997 年進行了多項更新，以改善操控性和轉向控制。
這款 4.6 升 SOHC V8 引擎首次出現在 1991 年林肯 Town Car 上，取代了原本的 5.0 升 OHV V8 引擎。新引擎的重量比舊款更輕，但在相同的扭力輸出且都配置單支排氣管的情況下，卻比舊款增加了 40 匹馬力。
至於變速箱方面，和舊款及 Town Car 相同，均配備 4 速自排的福特 AOD。

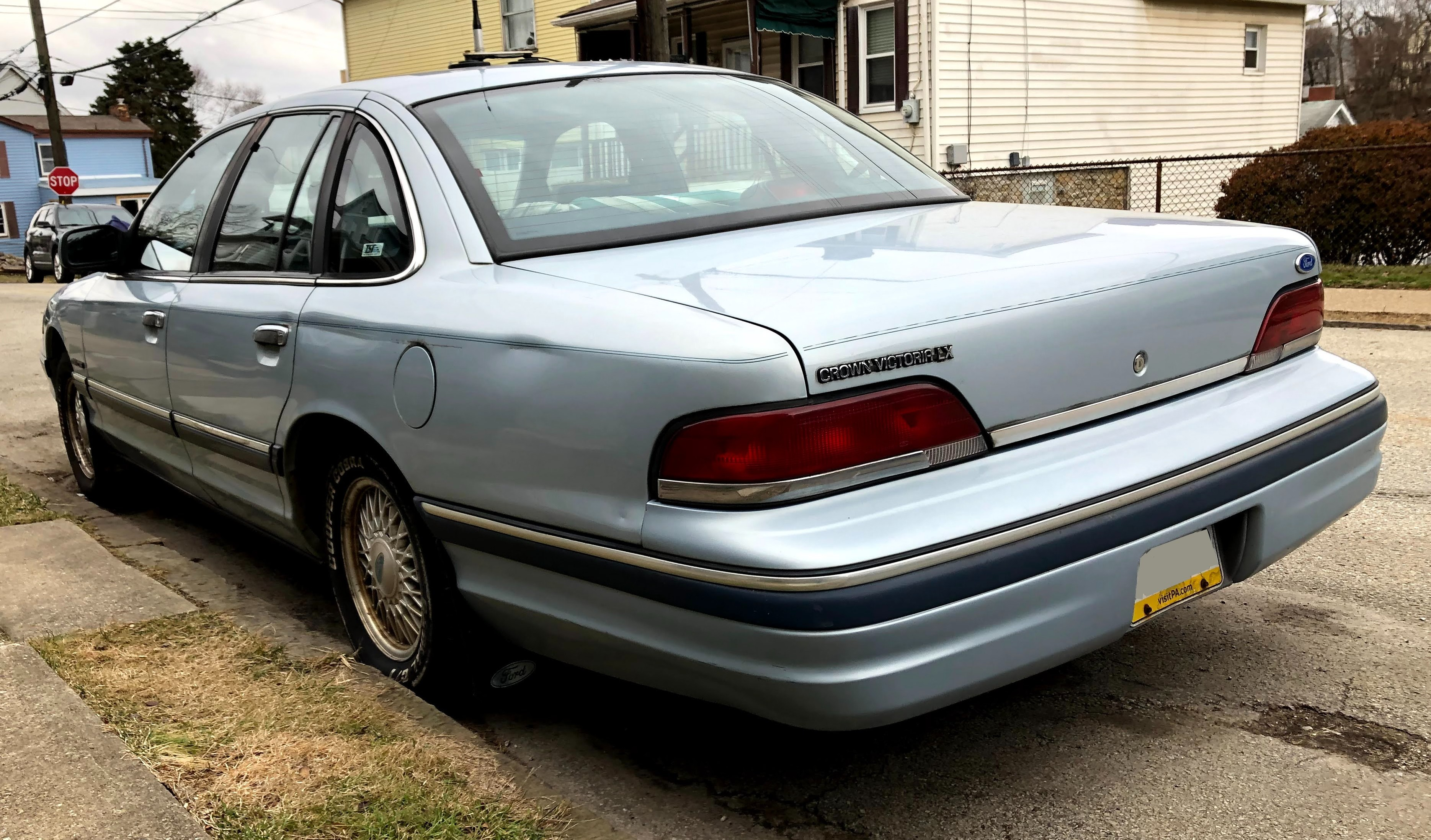
1992 Ford Crown Victoria LX

| 底盤代號 | 對應規格                                       | 附註                                                                   |
| -------- | ---------------------------------------------- | ---------------------------------------------------------------------- |
| P71      | Interceptor Police Package/ Police Interceptor | 1993 年後自 P72 獨立出來的警用規格, 1997 年開始稱作 Police Interceptor |
| P72      | Commercial Taxi Package/ Police Package        | 原廠內統稱為 S 規                                                      |
| P73      |                                                | 基本車型，常被稱作 Base 或 STD，但更多時候是不會特別標明               |
| P74      | LX                                             |                                                                        |
| P75      | Touring Sedan                                  | 雙色車身和雙出尾管                                                     |

### 規格配備
這代 Crown Victoria 以兩種規格販售：基本車型和 LX，後者佔了一般市場銷售的一大部分。
內裝方面，與其前身一樣採 6 人座設計。前排座位是 50/50 分體式的長椅。駕駛座安全氣囊與 Grand Marquis 同為標配，而副駕安全氣囊則在 1991 年後期當作選配，後來成為 1994 年式的標配。此外，Crown Victoria 與 Grand Marquis 使用不同的座椅、車門飾板及儀表板。前者配備圓形錶盤的儀表板，內含電壓及油壓表；後者則配備了功能較不完整的水平式時速表。而電子儀表板則列為選配。1993 年，在可抽取式的煙灰缸中新增了杯架，並從數位時鐘中刪除日期。駕駛座電動窗的一鍵式下降功能變成標配，而開啟行李箱蓋鈕、keyless、緊急按鈕以及防眩光電致變色後照鏡則成為選配。1996 年，一鍵進入車內系統、隱藏式天線、後窗除霜器和有色玻璃皆成為標配。自動調溫和 JBL 音響則屬 LX 標配。

#### 1992 年 Touring Sedan [P75]
1992 年，以性能為導向的旗艦規格 Touring Sedan 問世。與 LX 規相比，在懸吊裝置和操控性進行多項升級，包括警用版的加強型懸吊裝置、更寬的輪胎、後氣壓式懸吊裝置、移除限速器和換裝具備 210 匹馬力及配備雙出尾管的 4.6 升 V8 引擎。速度感應轉向系統及更大支的防傾桿為選配。
Touring Sedan 均為雙色車身，內裝為皮革製，門板上刺有「Touring Sedan」草寫字樣，而車內設備更是一應俱全。
當時福特也以較低的價格讓 LX 規格能選配“Handling and Performance Package”（操控性和性能升級套件，以下簡稱為 HPP）以及循跡控制升級套件，使 LX 規格也能有如 Touring Sedan 般的性能表現。惟此規格在 1992 年後停產。直到 2007 年，買家仍能選配 HPP。

#### 1993 年小改款
雖然新一代的 Crown Victoria 比同期的雪佛蘭 Caprice 更受歡迎，但外型仍遭到一些車評和買家的反對，促使福特修改其外觀。這次小改款除了在車頭裝上水箱罩外（主要進氣口仍在下方），並在行李箱蓋上增加一個紅色反光條連結兩側尾燈。

同年，AOD 變速箱被其電控版本 AOD-E 所取代。

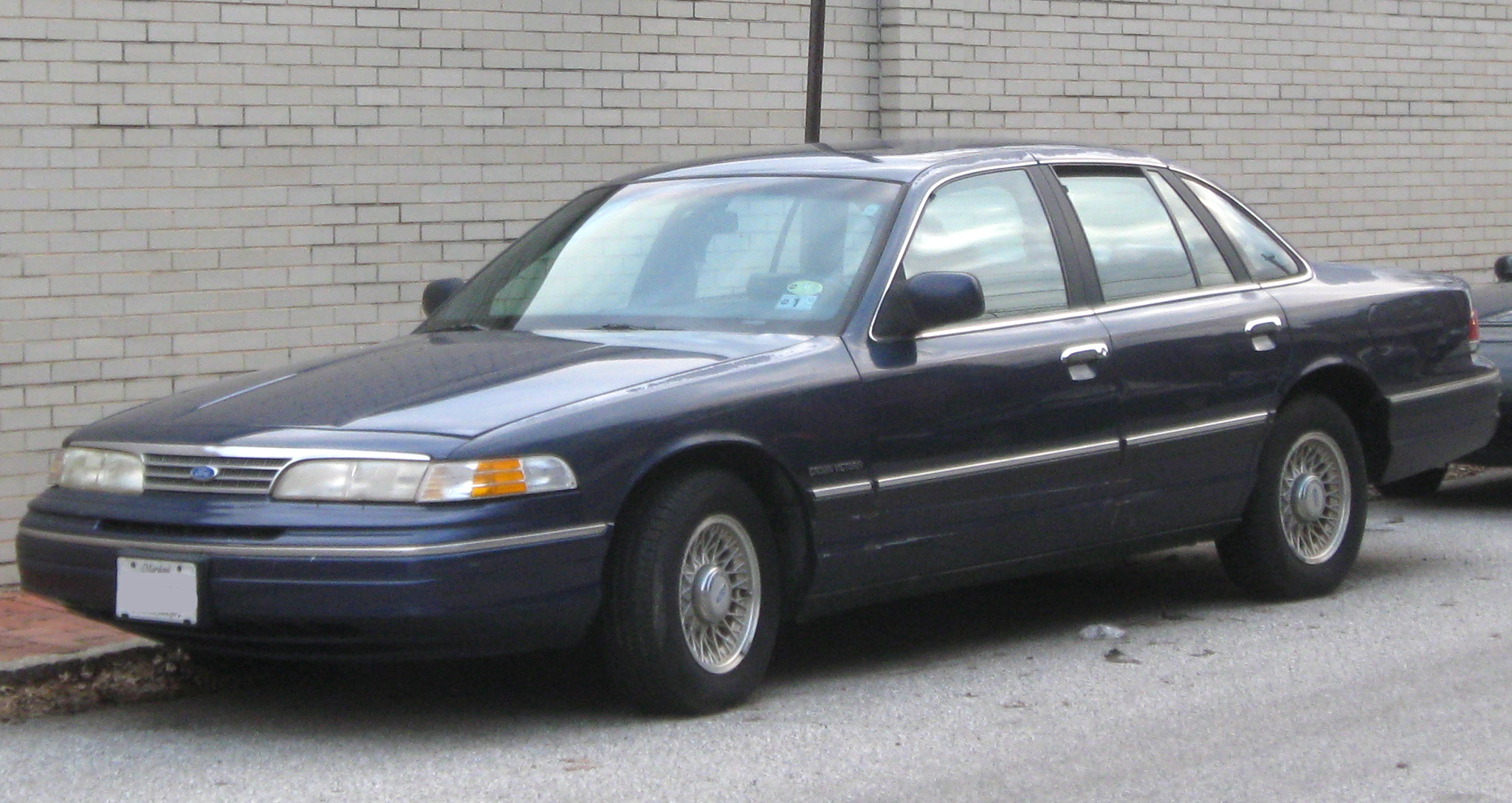
1993-94 Ford Crown Victoria
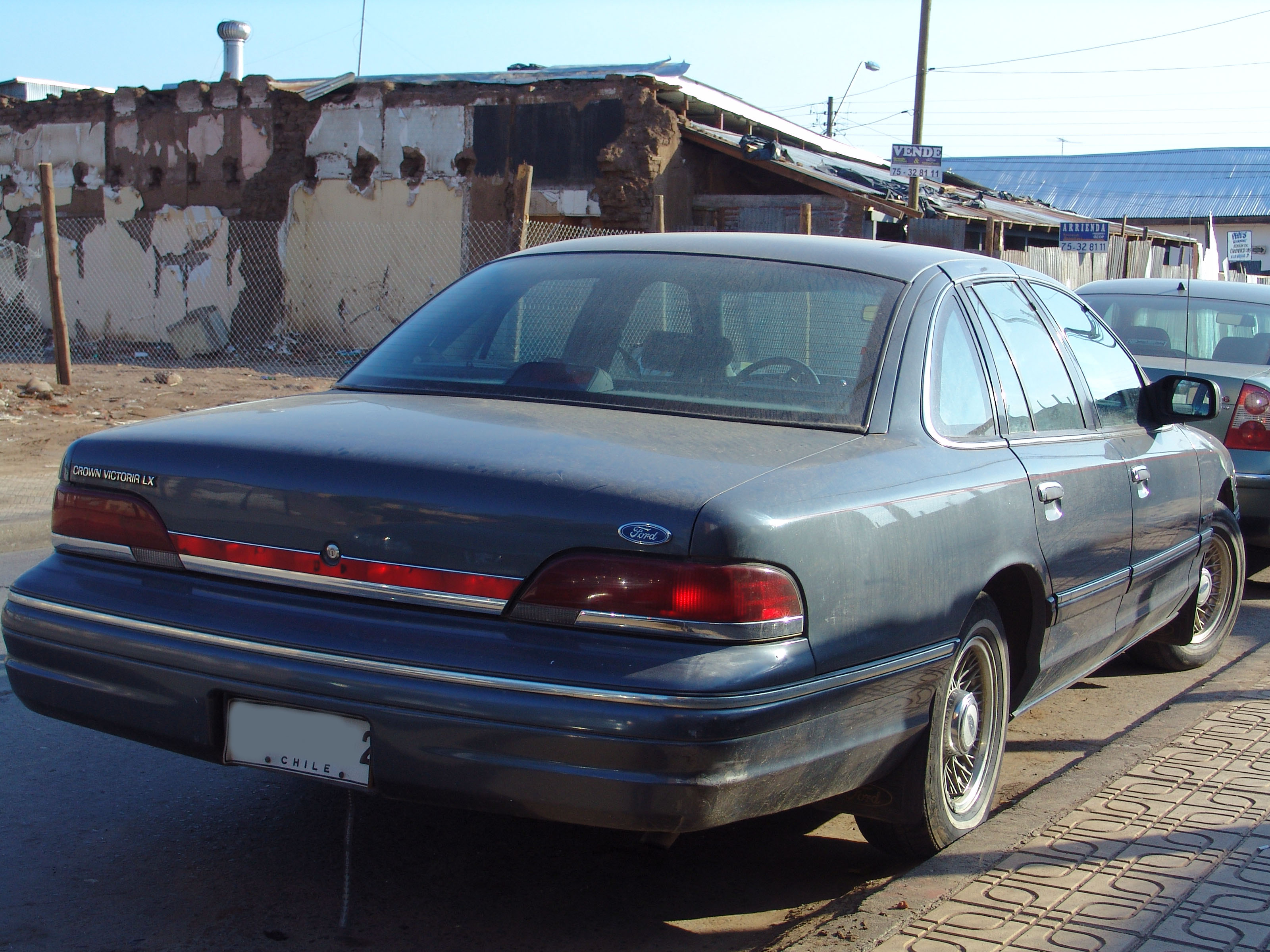
1993-94 Ford Crown Victoria

#### 1995 年小改款
這次小改款外觀的變動幅度更大了，首先是水箱罩的設計，從原本的類似蛋盒的設計改成 8 槽格柵，而尾燈則是更寬，並且把車牌上移至行李箱蓋上與兩側尾燈平行。
對於內裝，福特重新設計了座椅和新的儀表板，與 Grand Marquis 共享，但仍保留以前的佈局配置。新設計具有更大的控制和開關鍵，收音機除了變大以外裝設位置也更高。同年底，第一代“磚”式安全氣囊方向盤被一個更小的類似輪轂的殼所取代，喇叭鈕也回到方向盤的正中心。

同年，AOD-E 變速箱被 4R70W 取代。

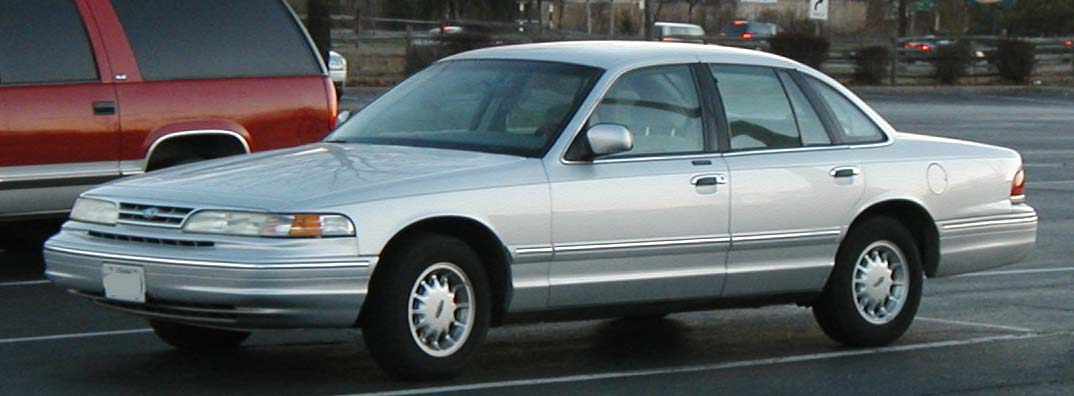
1995-97 Ford Crown Victoria
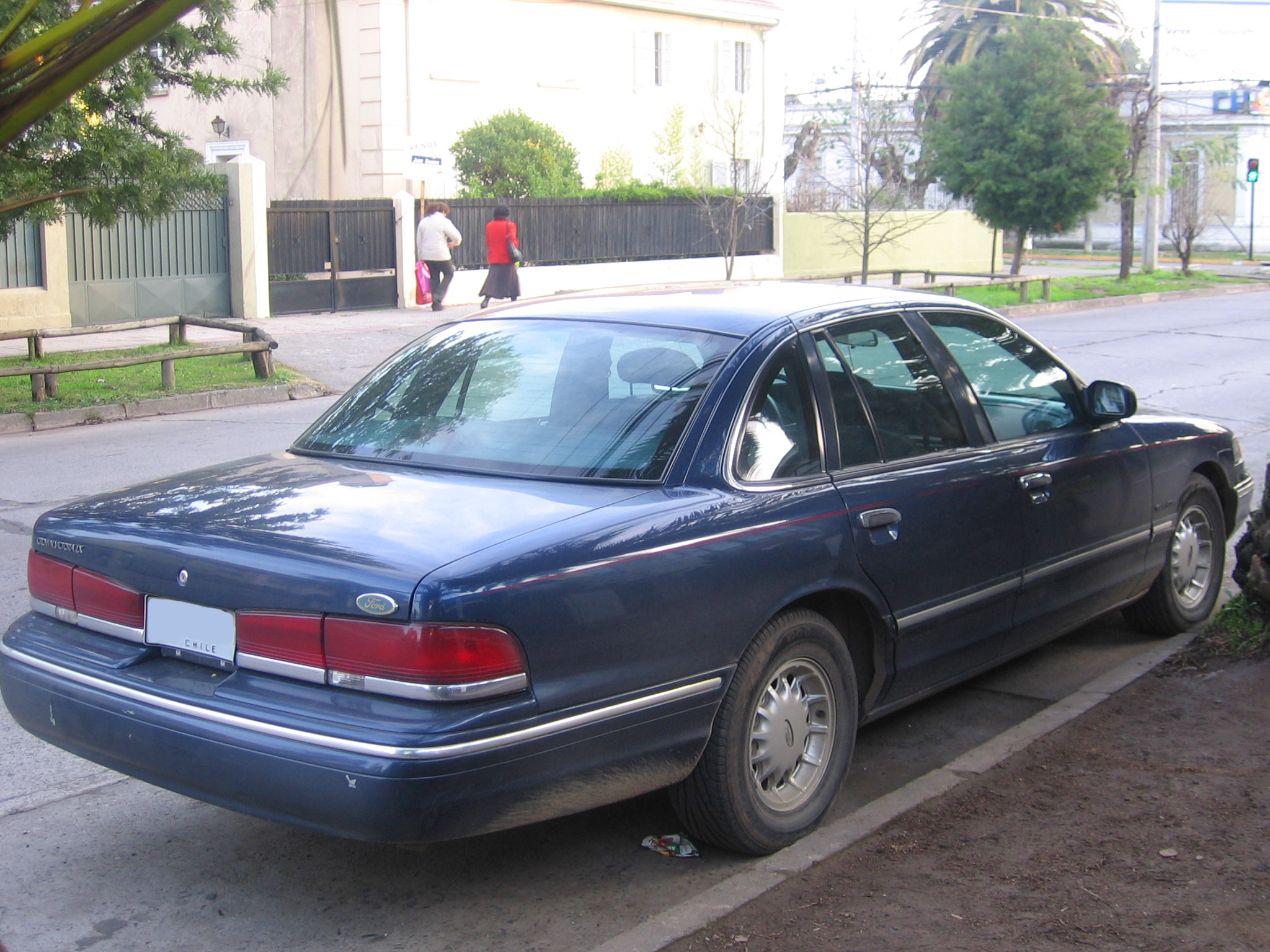
1995-97 Ford Crown Victoria

## 第二代 (1998–2012)

### 車型背景
雖然上一代車型在市場的接受度比 Caprice 高，但在看到對於 Caprice 外型的批評以及欠佳的銷量後。新一代的 Crown Victoria 採用類似 Grand Marquis 保守的外型設計。因此，共同零組件又增加了，如四扇車門（上一代僅共享前門）以及車身鈑件。
此代的外型加大了水箱罩和頭燈，尾燈採包角式，近似於 Town Car，與上一代的長條造型截然不同。福特稱這種新造型“……更現代，但又很經典。”。與同期的 Grand Marquis 相比，Crown Victoria 只在水箱罩、車窗飾條和行李箱蓋上有鍍鉻飾條而已。
2003 年，在不更動外型的基礎下，福特對其進行大改款，幾乎整組底盤都更新了，包括懸吊裝置和轉向系統。

### 動力總成
第二代 Crown Victoria 持續使用福特豹平台，與 Grand Marquis 和 Town Car 共享。
此代車型對後懸吊進行了更改，以改善路感，但導致拖曳能力被削弱。原本的三連桿懸吊也被換成帶有瓦特連桿機構的四連桿懸吊。由於配備了較大的煞車碟盤，因此所有車型的鋁圈升級至 16 吋。1999 年，ABS 防鎖死煞車系統成為全車系標配（除了警用版）。
1998 至 2004年，變速箱使用 4R70W，2005 年後被 4R70E 取代（為適應電子油門控制）； 4R75W 僅供 2004 年的警用版。
引擎同樣採用 4.6 升 V8，但馬力增加至 200 匹（雙出尾管版則是 215 匹）。而插頭式點火線圈取代了雙考耳的無分電盤點火系統，該項改變首先用在 DOHC 引擎上，後來才逐步在其他採 Modular V8 引擎的車型使用。 
| 底盤代號 | 對應規格                           | 附註                                              |
| -------- | ---------------------------------- | ------------------------------------------------- |
| P70/ P7A | Commercial Taxi Package LWB/ Fleet | 專供計程車市場、車隊和海合會的長軸規格            |
| P71/ P7B | Police Interceptor                 | 警用規格                                          |
| P72/ P7C | Commercial Taxi Package/ Fleet     | 專供計程車市場和車隊的短軸規格, 原廠內統稱為 S 規 |
| P73/ P7D |                                    | 基本車型                                          |
| P74/ P7E | LX/ LX Sport                       |                                                   |

2007 年， NHTSA（美國國家公路交通安全管理局）強制規定 2010 年式（含）起的車型，其 VIN 碼中的第 7 位數字應改成英文字母，故 Crown Vic 的 VIN 碼裡，第 7 位數字皆改成 A 至 E。

### 規格配備
編成與上一代車型相同，此代車型初期僅以兩種規格販售：Base 和 LX（內部代號分別為 P73 和 P74）。此代同樣有 P71 車型，在 1999 年獨立成 Crown Victoria Police Interceptor。

##### 2000 年式
福特為 LX 規提供了“Special Edition”套件。除了有車型名稱的銘牌外，內裝還配備了雙色皮革座椅。
為了遵守美國聯邦法規，新增緊急行李箱開啟拉柄，以及其他安全功能，包括符合“LATCH”的配件和“Belt Minder”（偵測到前座未繫安全帶的警示音）。

#### 2001 年式
動力方面安裝了新的氣缸蓋（來自 Mustang GT），馬力提升至 220 匹（雙出尾管版則是 235 匹）。內裝方面，原本的雙氣囊重新設計，換成二級氣囊；另外也可選配電調踏板。
為了與 Mercury Grand Marquis LSE 對應，福特推出了“Sport Appearance Package”。除了有 HPP 外，還提供 5 座座椅、位在鞍座的排檔桿、5 輻式鋁圈以及全車同色烤漆。

#### 2002 年式
選配方面有外後照鏡加熱功能、標準地墊以及升級的內裝布料材質。LX 規另可選配行李箱內的收納箱。
原本的 Sport Appearance Package 獨立為 LX Sport 規格，配備後氣壓式懸吊裝置、3.27:1 的後軸傳動比以及更大支的平衡桿（李子串）。LX Sport 車上也有許多 Mercury Marauder 的性能配備，除了引擎。此車型生產至 2006 年。

### 2003 年中改款
動力總成方面，由於引擎新增爆震感知器，因此馬力分別提升至 224 匹（單出尾管版）和 239 匹（雙出版）。懸吊裝置、轉向系同及底盤均有重大升級。Crown Victoria 首次使用 RP 齒條與小齒輪式轉向系統，取代原先使用已久的循環滾珠螺帽式，前三腳架總成也換成鋁製品。在後方車輪，自 1960 年代中期開始使用的複筒式避震器換裝成單筒式；為了改善和維持操控性，避震器被移到了底盤的外側。所有採用福特豹平台的車型也換裝 ET 值較大的車輪。
規配方面，在 2002 年 12 月生產後的 03 年式 Crown Victoria 被拔掉一些配備，如：琥珀色的方向燈、車身同色後照鏡、前座地圖袋、油箱蓋鎖、自動釋放手煞車以及引擎室裡的燈。
內裝方面，換裝重新設計的門板和前後座椅（頭枕變更高了），藍色內裝也停止供應。此外還可選配裝在座椅上的側邊安全氣囊。

#### 2004 年式
福特最後一次增加引擎馬力，警用版換裝 Marauder 的進氣系統，馬力提升至 250 匹 。
同年，Crown Victoria 成為首批可以選配膠合玻璃的美國車，除了提供額外的安全性外，還可抗 UV 和車內的熱度。LX 規的車頂控制台也被重新設計過。

#### 2005 年式
新增電子油門、裝在後葉子板的天線，不須上鎖的方向機柱及新的方向盤。另外也可選配天窗和 6 片式 CD。

#### 2006 年式
輪圈升級成 9 輻式 17 吋。自 1992 年以來不曾換過的儀表板也更新了，除了是最後一款配備轉速表的北美福特車型外，也是最後一款採用數位儀表的車型。警用版新增了引擎計時器。

#### 2007 年式
原本的 LX Sport 規格，以 HPP 回歸，此套件在 2008 年中停止供應。福特也修改選配的側邊安全氣囊，以加強保護受側邊撞擊的乘客。

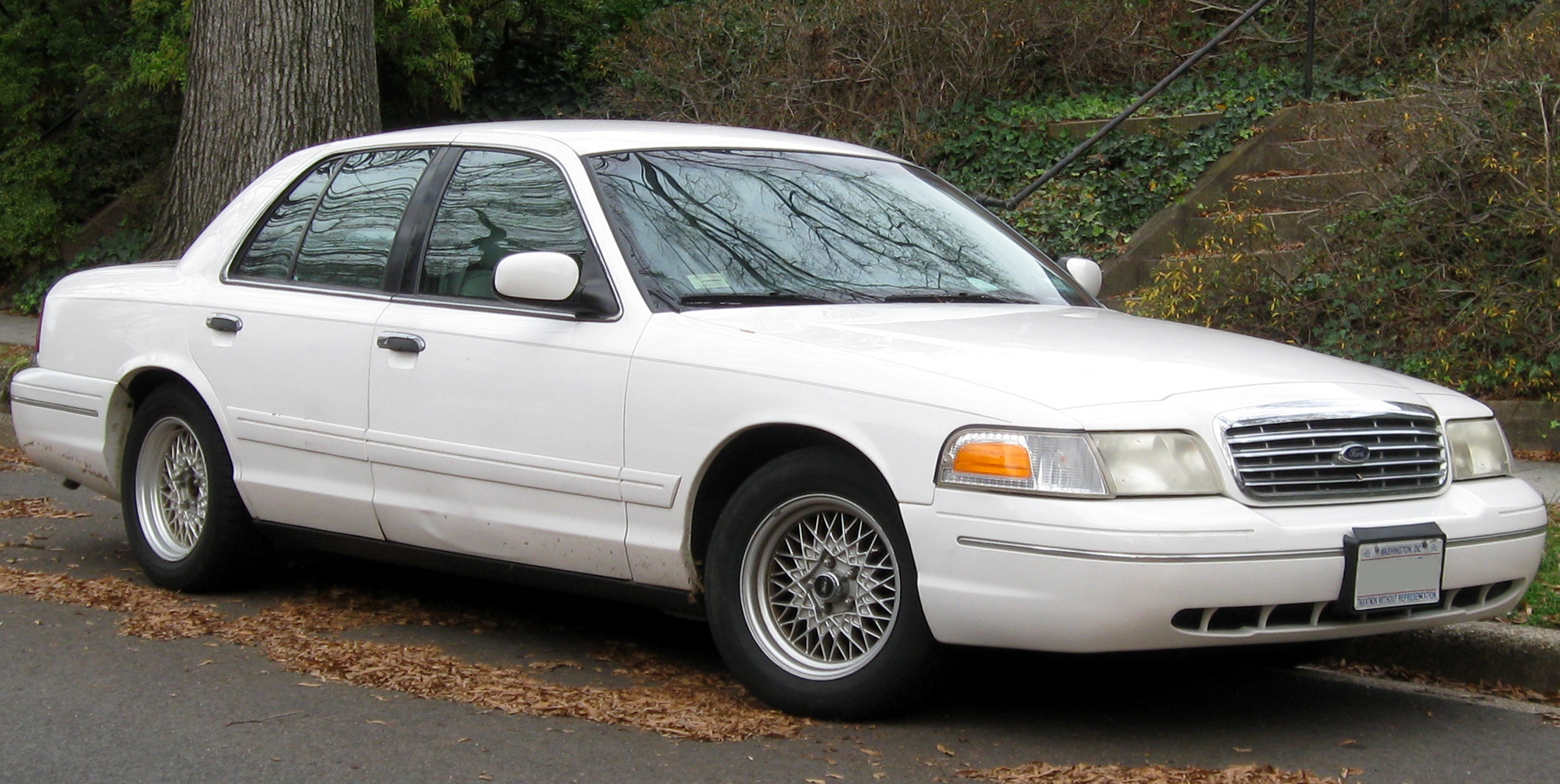
1998-2002 Ford Crown Victoria
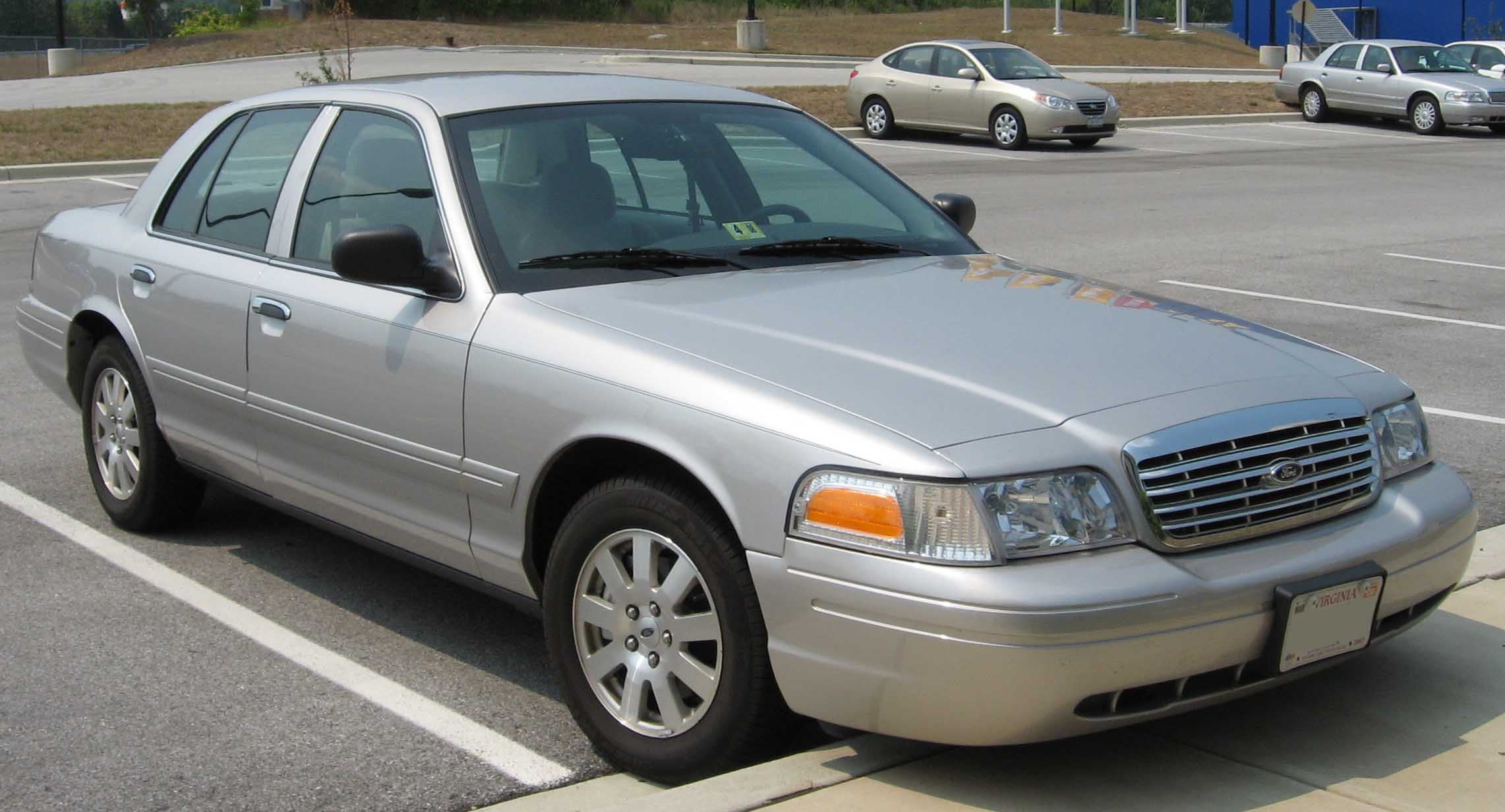
Ford Crown Victoria
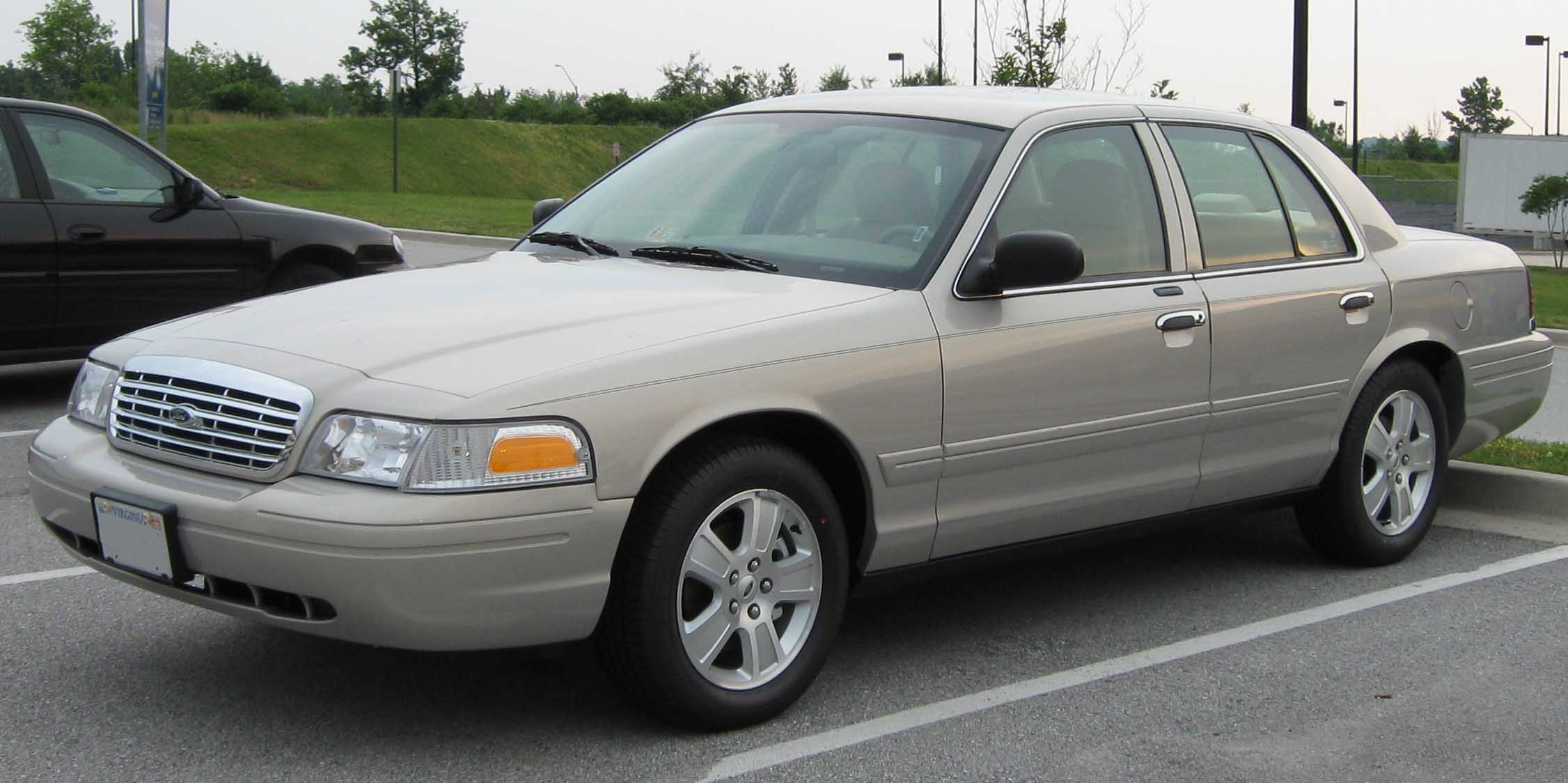
2007 Ford Crown Victoria LX
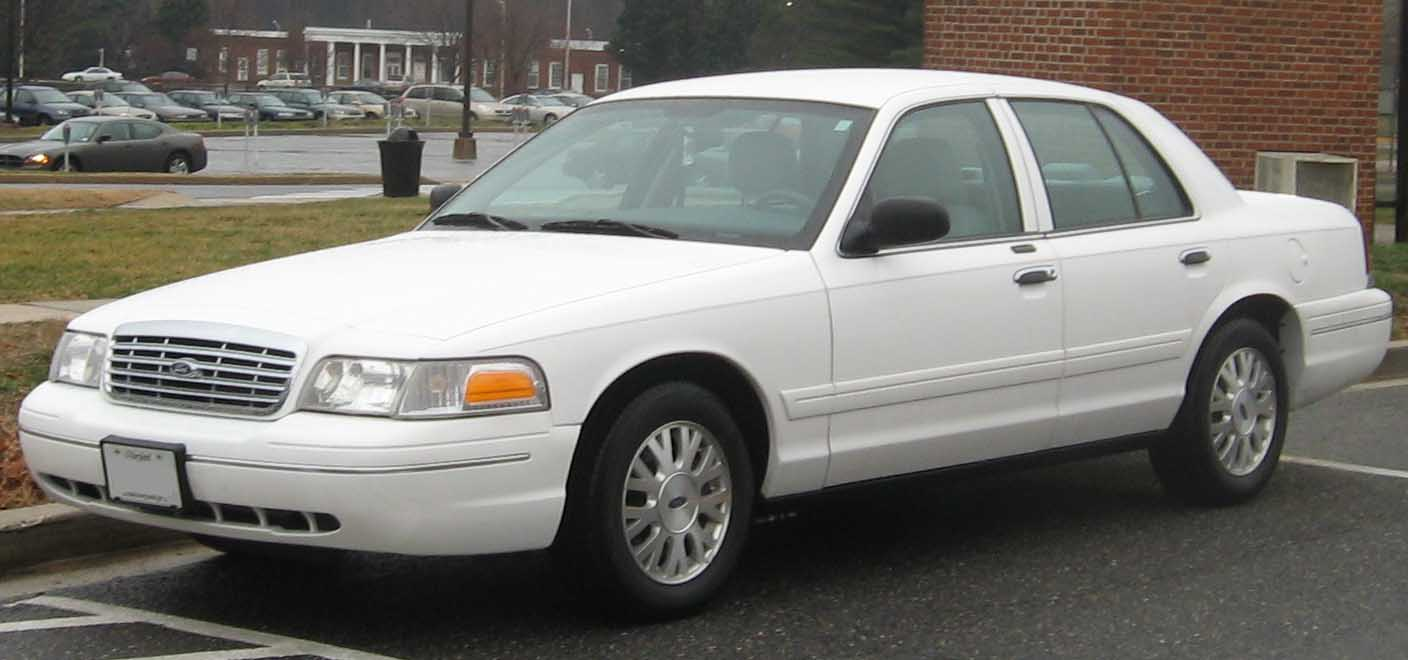
2003-07 Ford Crown Victoria
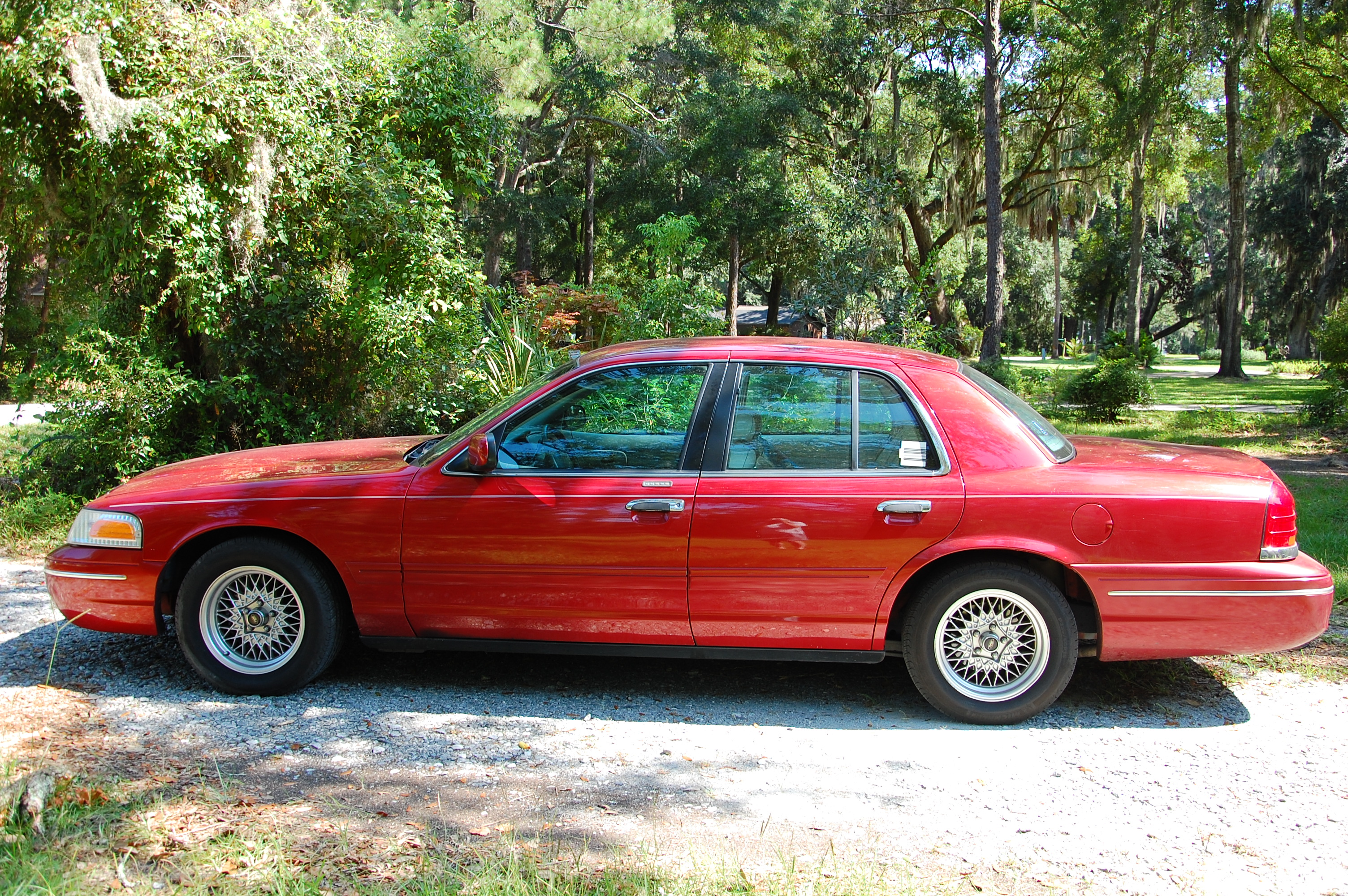
1999 Ford Crown Victoria
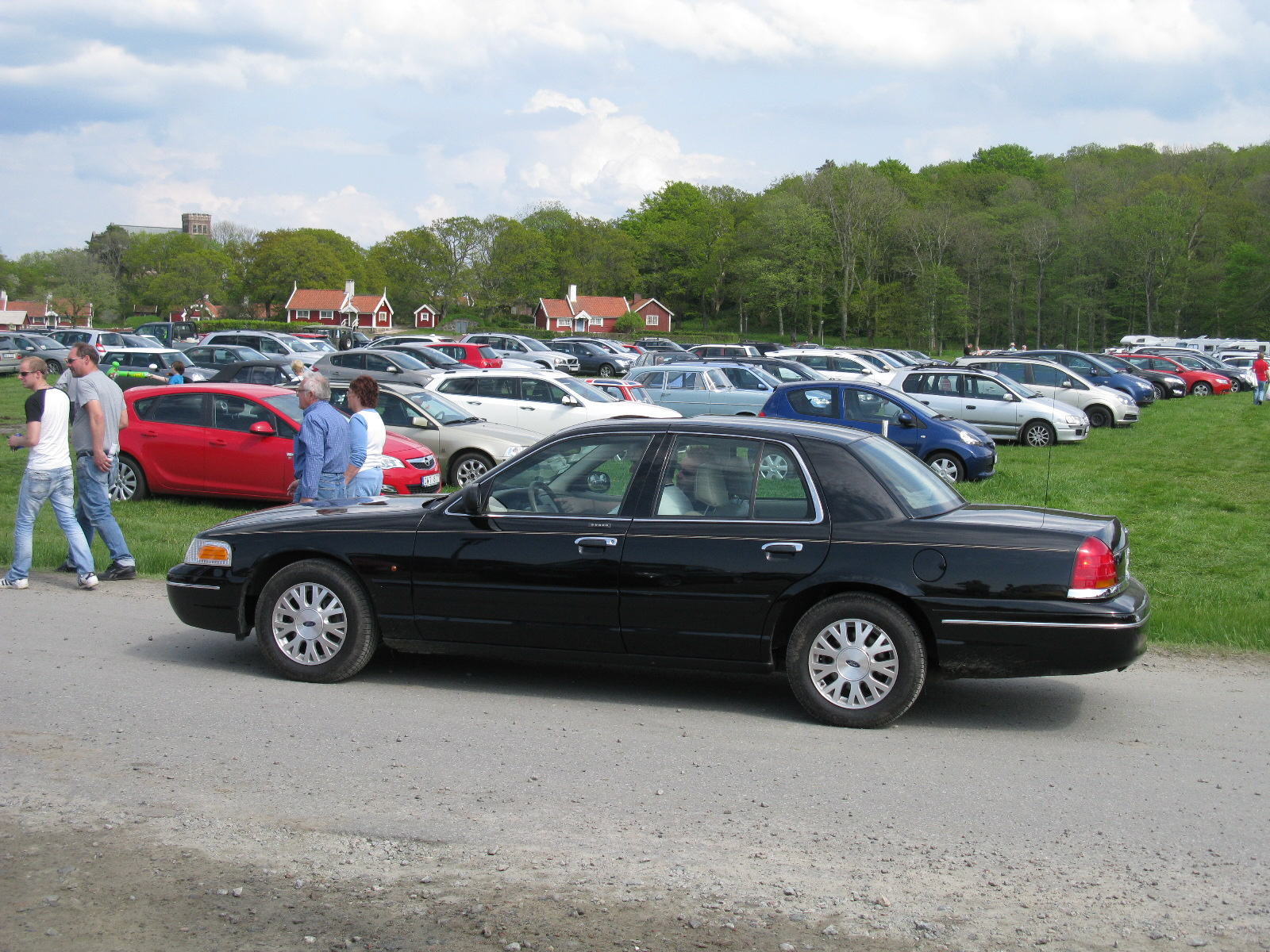
Ford Crown Victoria
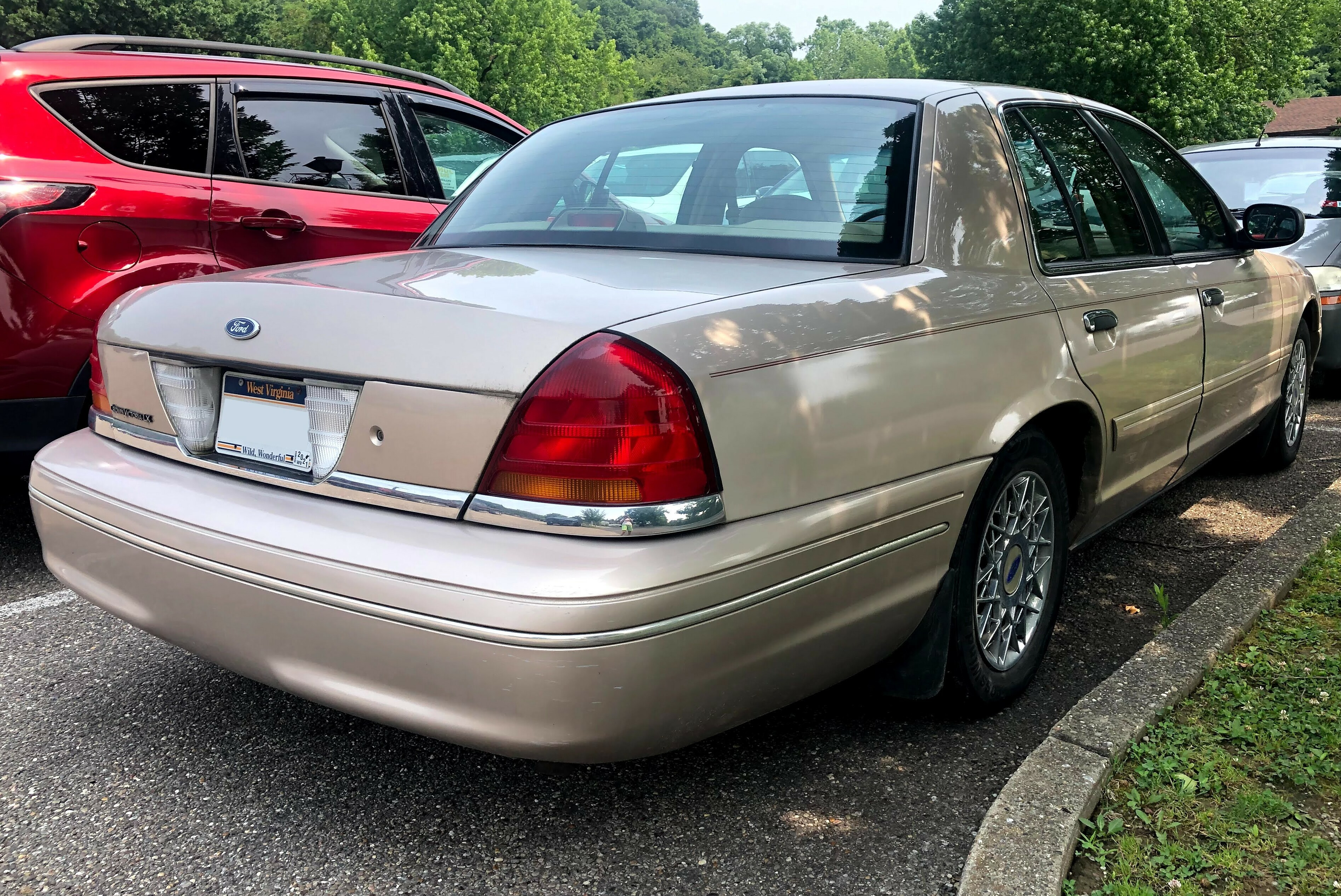
1998 Ford Crown Victoria LX
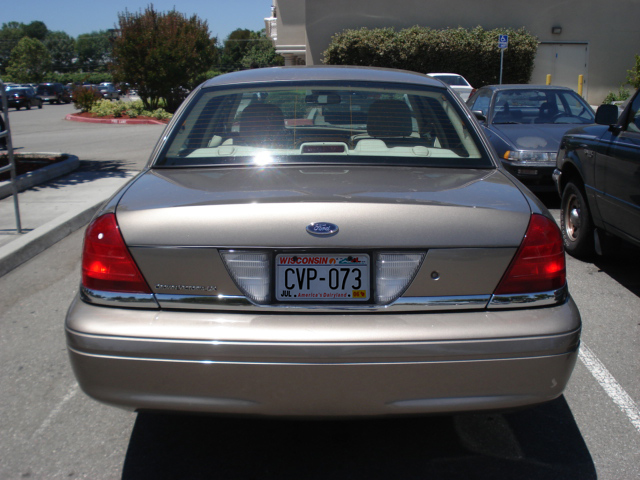
2005 Ford Crown Victoria

## 2008 至 2012 年 Crown Victoria

### 縮編規格
2009年，Crown Victoria 車系進行縮編，標準軸距（短軸版）Crown Victoria 的規格只剩 LX 規與警用版。和他的兄弟車一樣，標配 17 吋鋁圈，LX 規採用 LX Sport 規 HPP 中的 5 輻式鋁圈（該套件於 08 年式停產）。為了簡化製造流程，一些功能變成標配，包括電子油門和側邊安全氣囊。又為了遵守聯邦法規，新增了電動車窗開關（取代自 1995 年以來使用的設計）。

### 僅以車隊形式銷售
2006 年，若不計算車隊和警用版的銷量（佔了 95%）之後，Crown Victoria 的零售量只剩 3,000 輛。
2008 年，福特在美國中止販售民用版車型，並從網站刪除車型資訊，僅透過車隊形式：警用版和商業版（計程車/車隊/長軸版）繼續販售。後來福特只在海合會成員國中繼續販售民用版車型

#### 警用版 [P71]
從 1997 年開始，警用版本的 Crown Victoria，從 Crown Victoria P71 更名為 Police Interceptor，並有新的車尾銘牌。警用版車型還可選“Street Appearance Package”，此套件供需要偽裝成平民車輛使用，如偵防車和消防部門等等，這時民用版 Crown Victoria 的銘牌就會貼上。
警用版配備黑色水箱罩，行李箱蓋上的黑色後飾板，1999 年式的尾燈下方為鍍鉻飾條，2000 年式及之後的車型，尾燈下方為黑色飾條。 1999 年至 2000 年的車型採用黑色橫條水箱罩，而 2001  年及之後的車型採用黑色蜂窩式。福特還對警用版進行了幾次重裝技術的升級，比較新的型號具有額外的安全功能來處理油箱安全問題。

在福特打算用 Explorer 和 Taurus 的升級和重裝版取代 Crown Victoria Police Interceptor 後，許多警察部門搶買最後一批的警用版，以便在未來能繼續維持一支可靠的警車車隊。

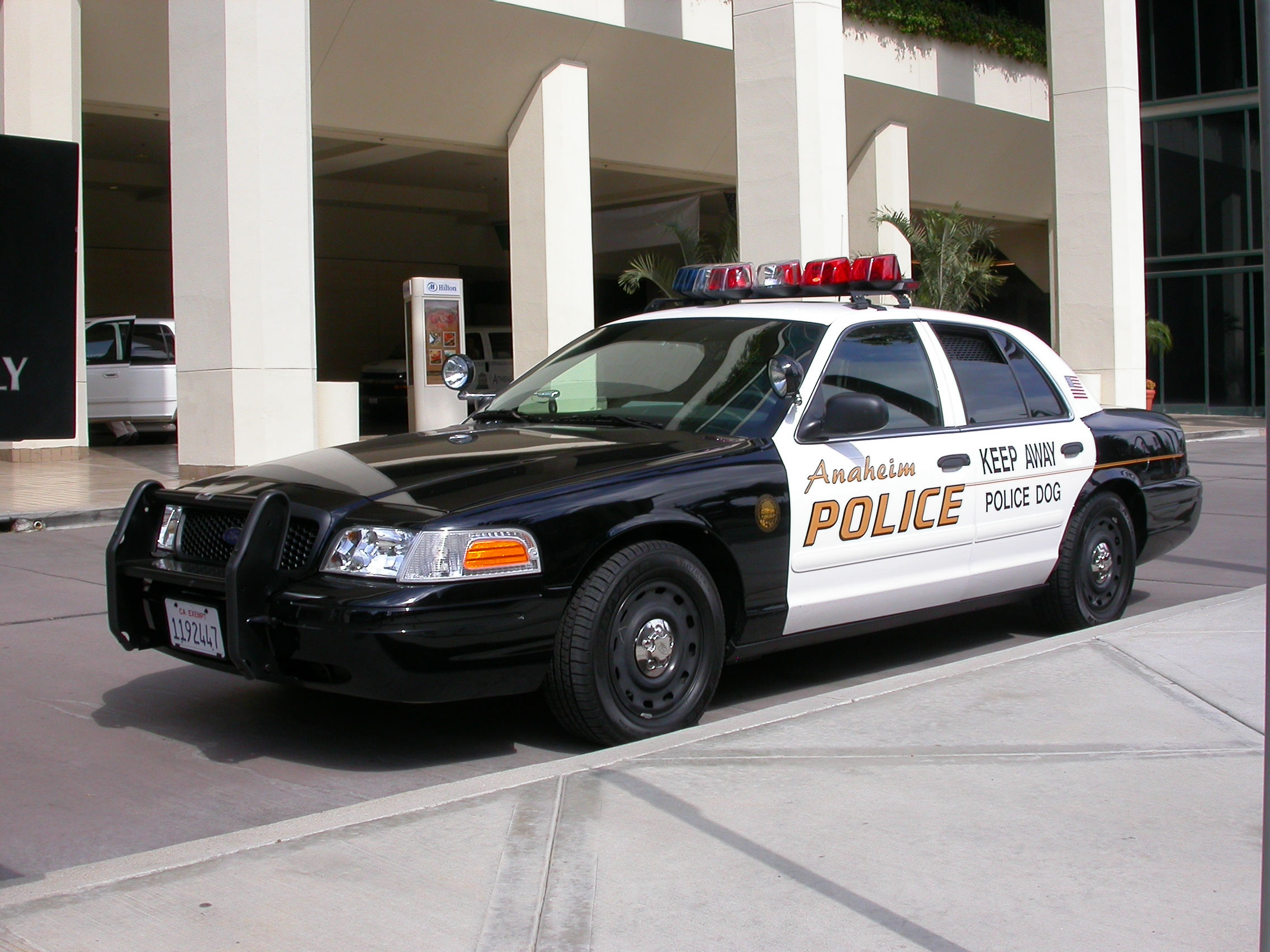
2005 Ford Crown Victoria Police
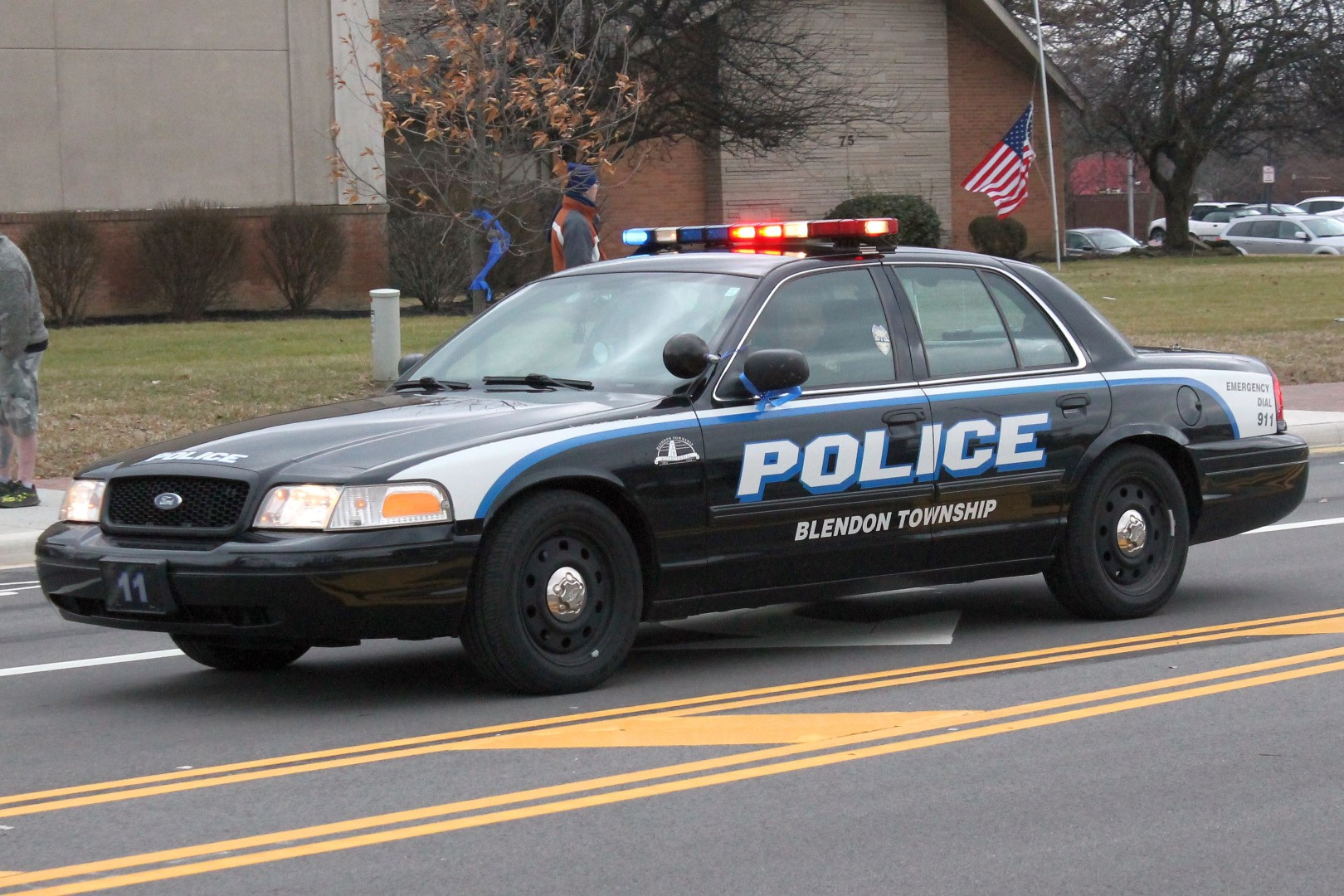
2001 年後的警用版
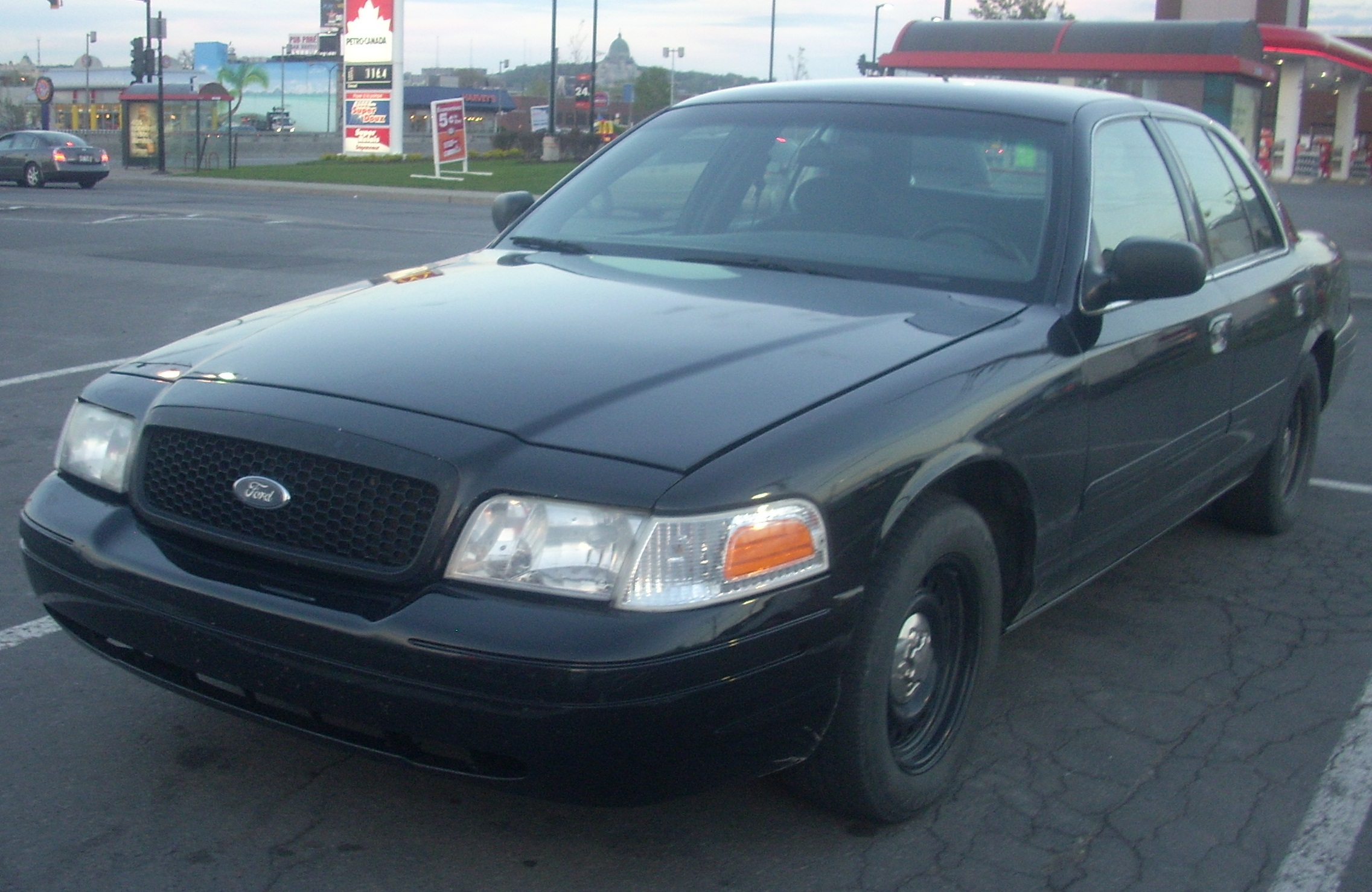
警用偵防車
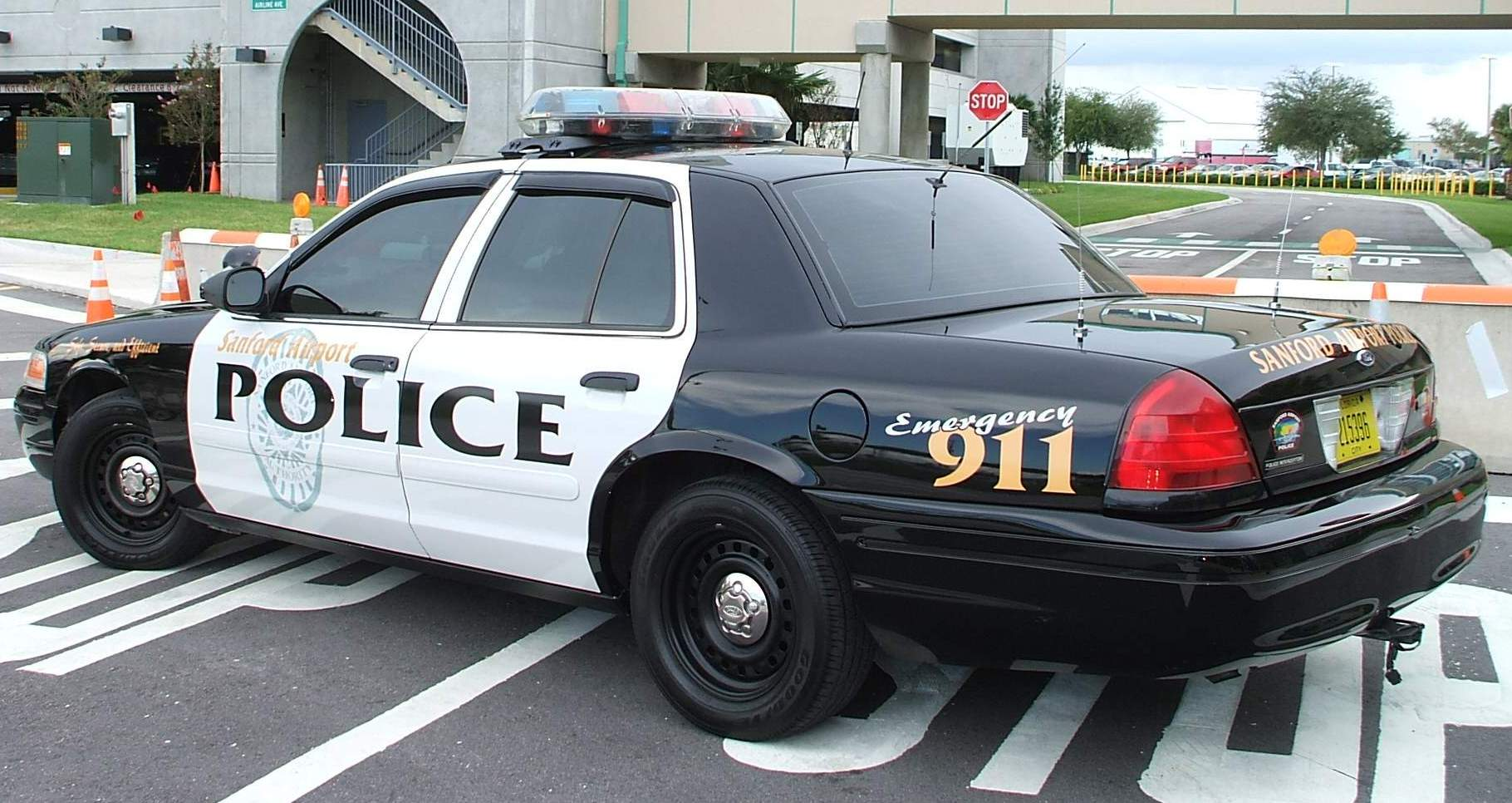
Ford Crown Victoria Police Interceptor
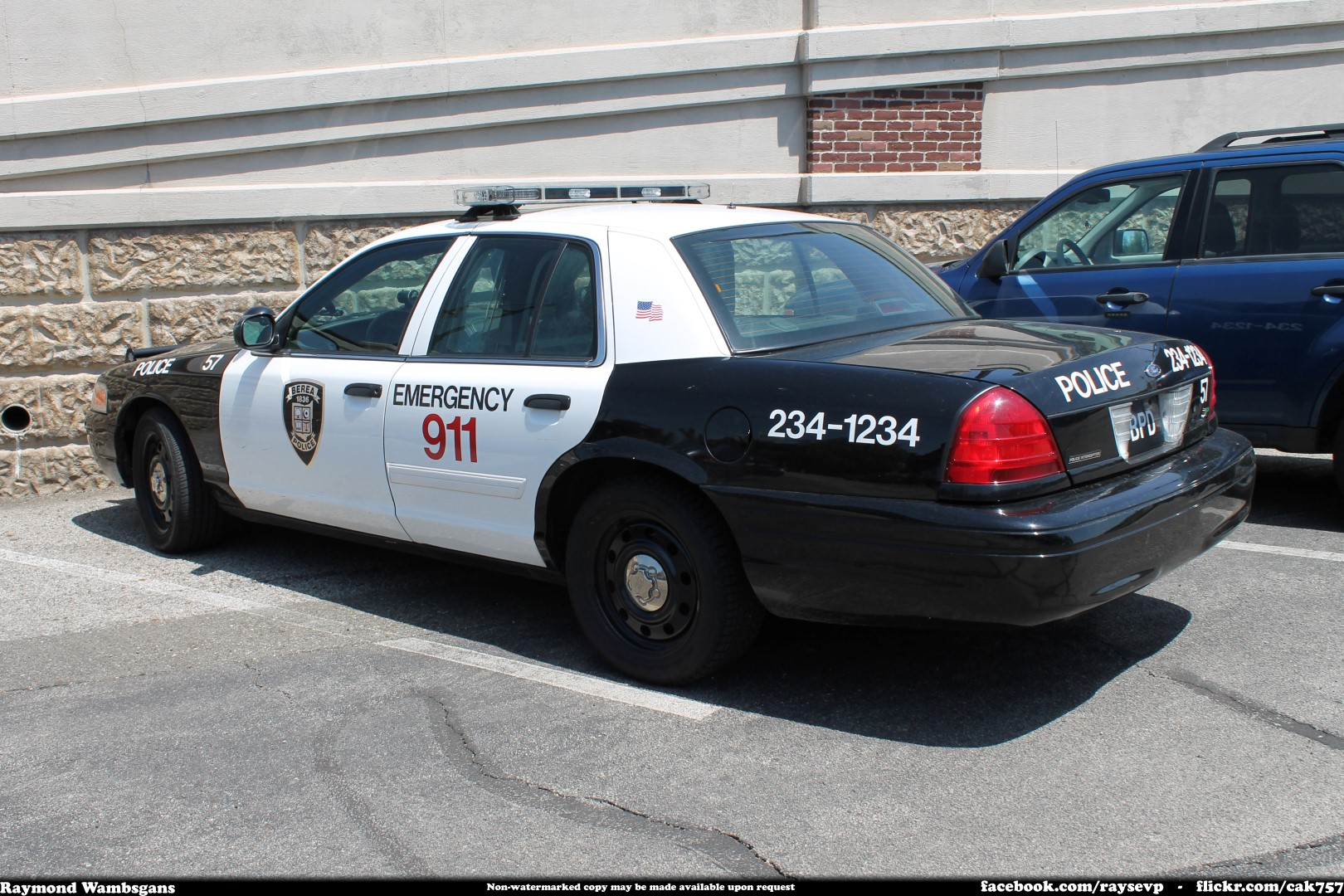
Ford Crown Victoria Police Interceptor

#### 長軸商用版 [P70]
2002 年，福特推出了長軸版 Crown Victoria，將軸距延長約 150 mm 使車長來到約 3,065 mm。與 Town Car L 一樣，加長版透過使用更長的車架和更長的後門進行改裝。所有額外的內部空間都被加到後座。

長軸版的客群多為計程車業者。福特在 2002 到 2006 年也提供給其他執法部門（非改裝過的警用版，一般長軸而已）銷售，在 2002 到 2004 年期間更可選配 Street Appearance Package。福特也在海合會成員國內提供長軸民用版的 Crown Victoria 和 Mercury Grand Marquis。

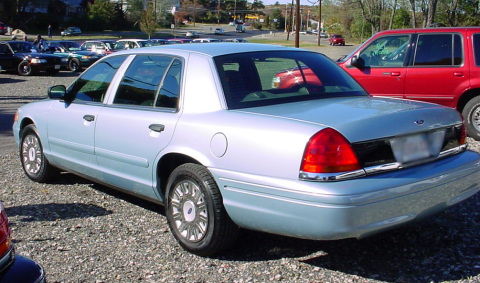
Ford Crown Victoria LWB
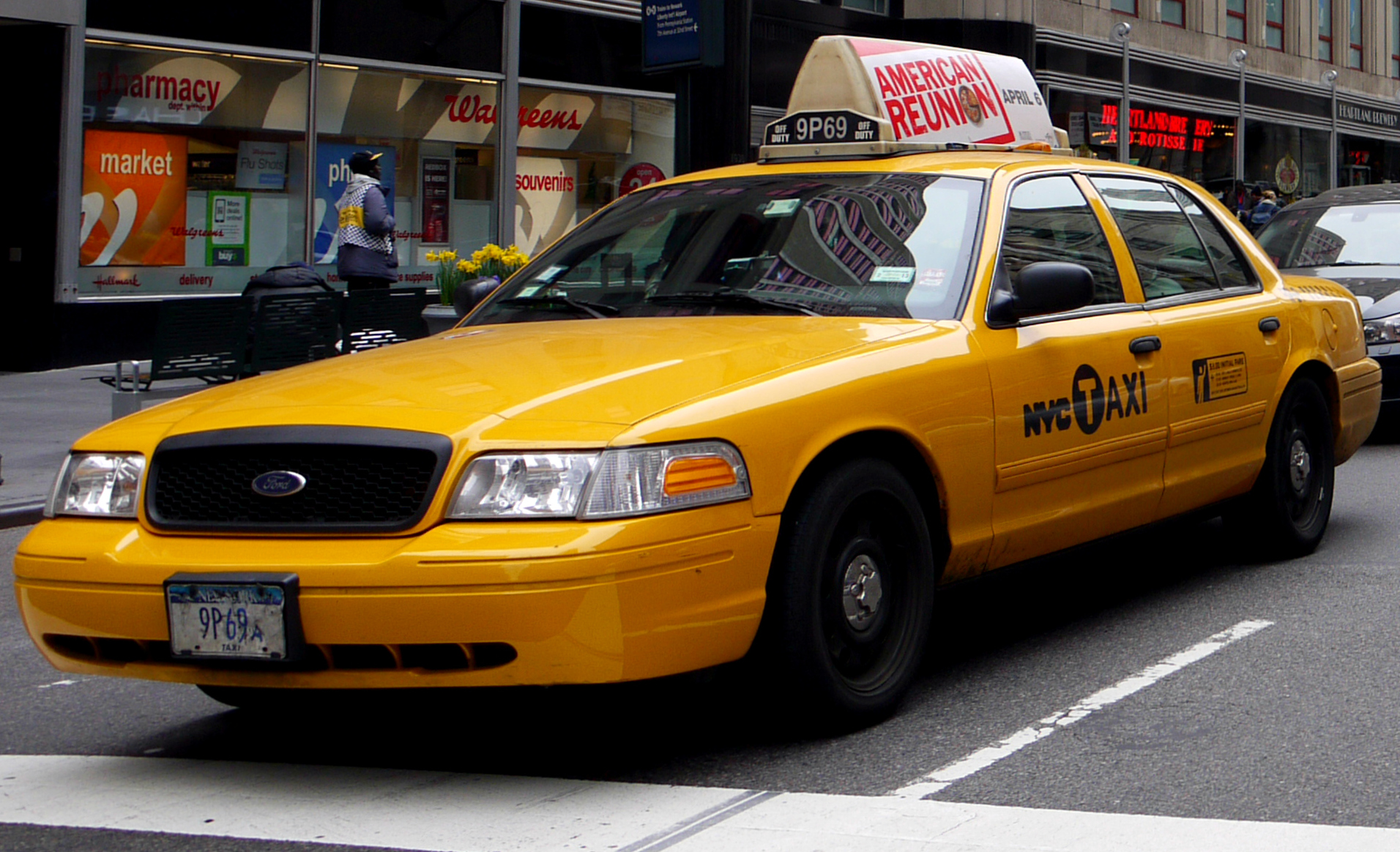
Crown Victoria taxi

## 其他國家的 Crown Victoria

### 加拿大
加拿大福特於 1999 年在加拿大販售 Crown Victoria。2000 年式的民用版車型被 Mercury Grand Marquis 取代； Crown Victoria 僅限於車隊銷售（主要車型為 Police Interceptor）。
在 2011 年式之後，加拿大福特停止販售 Grand Marquis、Crown Victoria 和警用版；這些車型由於缺乏穩定性控制，因此無法在加拿大合法販售，導致這三個車型都被第六代的 Taurus 取代。

### 中東（海合會成員國，或作 GCC）
Crown Victoria 在這個偏愛 Full-Size 的地區廣受歡迎，因為買家喜歡它的耐用性、可靠性和容易上手（相較於德國和英國的同級對手），以及較低的價格。
外銷中東並採福特豹平台的車輛規格為“GCC-Spec”。在那裡，Crown Victoria 共有五個版本：Standard, Sport, Long-wheelbase, LX, 和 LX Sport。長軸版車型可以零售。在科威特，Crown Victoria 的銷量被等級更高的的 Grand Marquis 超越，2000 年後僅供應 Standard 和 Long-wheelbase 兩種規格（LX 規於 1999 年停產）。
動力總成方面，GCC-Spec 的車輛，在美國能選配的 HPP 更名為“EHP” (Export Handling Package)，且變成 Sport 和 LX Sport 的標配（LX 規可選配）。EHP 與 HPP 的主要差異在於它保留了 2.73:1 的後軸比和使用真正的雙出尾管（所有外銷版短軸 Crown Victoria 的標配）。該套件包括調整過的後氣壓式懸吊、改善過的螺旋彈簧、具操控性的避震器和更大支的後平衡桿。EHP 也配備了源自 Mercury Marauder 的尾翼。而可選的車色包括 Dark Toreador Red、Silver Birch、Tungsten 和 Black，皆為全車同色烤漆。
內裝配備方面，GCC-Spec 使用公制的儀表板外，也使用源自 Town Car 的 40/20/40 長椅代替美規 Crown Victoria 的 50/50 長椅，也配備後排座椅配備空調出風口（LX Sport 車型除外）、駕駛座 8 向式座椅及乘客座 4 向式手動座椅（可選配 8 向式電動座椅）；座椅包覆材質可以是布，也可以是皮革。Standard 和 Standard Long-Wheelbase 可選配位在駕駛座側的探照燈。2007 年式的車型新增了“Export DVD Entertainment System”（就 DVD 娛樂系統），供 Sport, LX, 和 LX Sport 選配。

與美國和加拿大不同，GCC-Spec Crown Victoria  提供的保固期為 5 / 200,000 公里（125,000 英里）——以先到者為準。

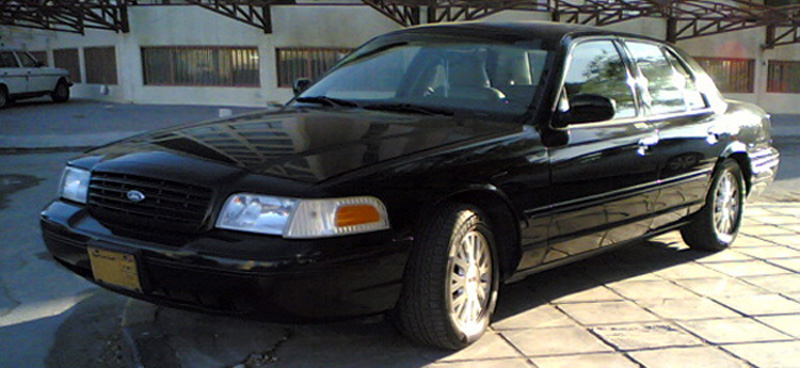
2003 GCC-Spec Crown Vic
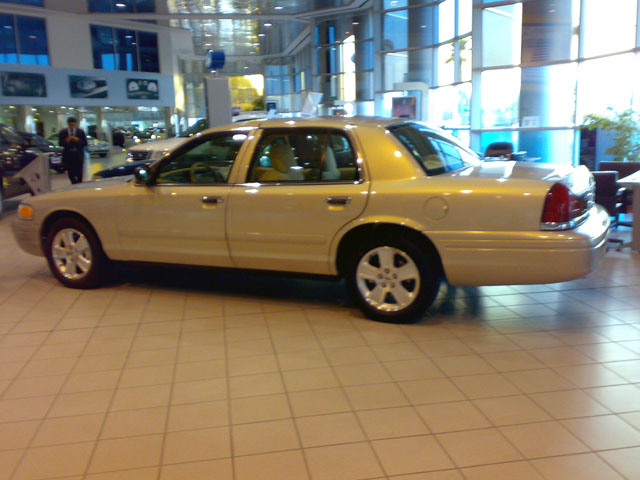
GCC-Spec Crown Vic
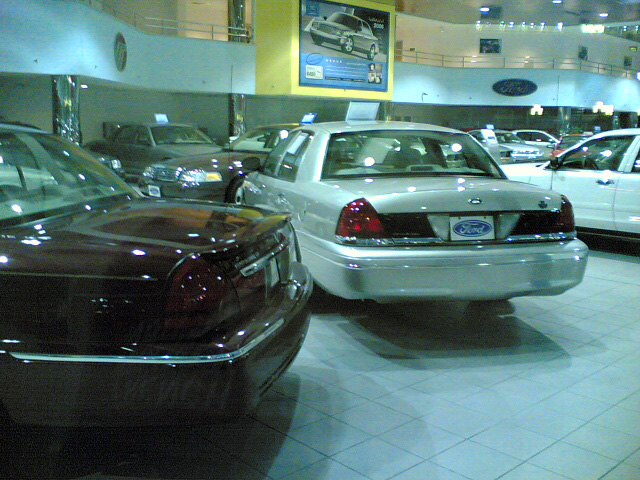
GCC-Spec Crown Vic & Grand Marquis

#### 2008 Special Edition
為了維持 Crown Victoria 在市場上的競爭力，進口福特的代理商為 08 年式的車型設計一項紀念版的套件。 此特仕車獨有的外觀包括：3 橫條式鍍鉻水箱罩（類似福特 Fusion），源自 EHP 的尾翼，以鍍鉻裝飾前後保險桿，隨處可見的 Special Edition 銘牌以及具 AM/FM/CD 功能的高級音響。

此特仕車其他的配備都與一般版相同，但沒在任何銷售文件中列出。它在沙烏地阿拉伯有多種顏色可選，但到了科威特，由於市場因素，只剩黑色可選。而此車價格約為 6,000 科威特第納爾（近 60 萬新臺幣）。

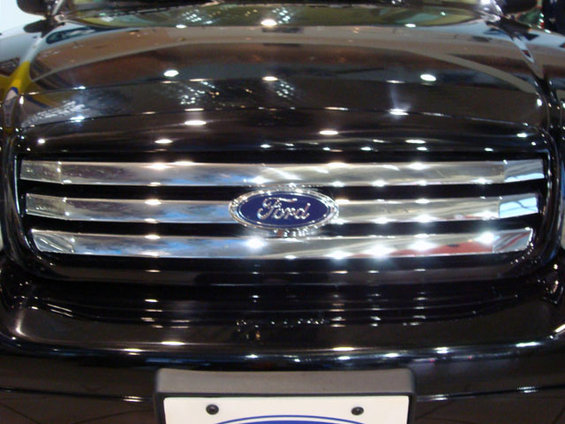
類似 Fusion 的水箱罩
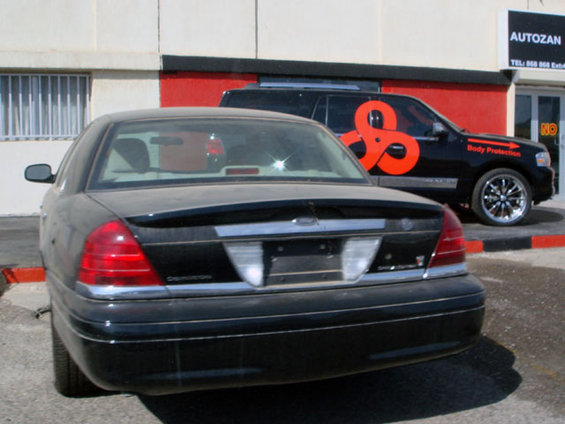
車尾帶尾翼和鍍鉻
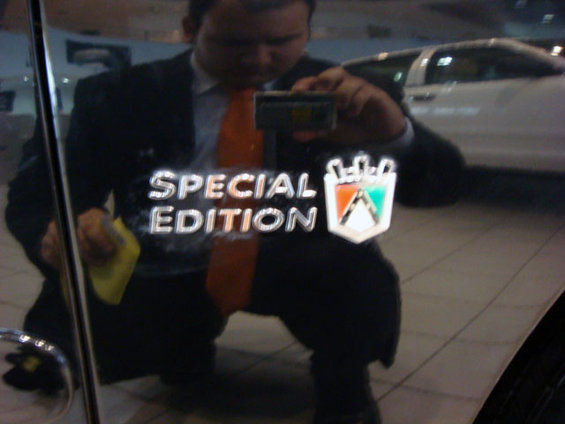
特仕車的銘牌

## 銷售量
|      | 美規年銷量 |
| ---- | ---------- |
| 1992 | 136,949    |
| 1993 | 100,179    |
| 1994 | 100,983    |
| 1995 | 98,309     |
| 1996 | 108,252    |
| 1997 | 123,833    |
| 1998 | 111,531    |
| 1999 | 114,669    |
| 2000 | 92,047     |
| 2001 | 95,261     |
| 2002 | 79,716     |
| 2003 | 78,541     |
| 2004 | 70,816     |
| 2005 | 63,939     |
| 2006 | 62,976     |
| 2007 | 60,901     |
| 2008 | 48,577     |
| 2009 | 33,255     |
| 2010 | 33,722     |
| 2011 | 46,725     |
| 2012 | 4,429      |

## 安全性疑慮

### 受追撞時易起火
警察在處理事故時，常把車輛停在事故現場的後方，也就是路中間，這大幅提升了被追尾的情況，且肇事者的速度常高於限速。因應勤務需求在行李箱內鑽孔，更加劇追尾後起火的情況。
由於油箱的擺放位置及方向，如果在行李箱隔板鑽孔，螺絲的尖部會直接面對油箱的位置，而安裝用的螺栓也被質疑其安全性，因為這兩者在受高速撞擊下極有可能會穿破油箱並導致起火。因此，製造商也提供了相對應的保護套。此外，許多以聯邦、州或警局為首的調查部門也發現行李箱內物品的擺放方式不當也是原因之一，沒被固定住的物品在受追撞時就猶如穿甲彈般的危險。
為了避免危險，福特以召回的方式補救。施工內容有：在行李箱標示不該鑽孔的位置、以克維拉和硬質防彈尼龍護罩包覆螺栓和以克維拉作為行李箱地墊材質。在包括 2005 年式及之後的警用版車型還配備了車載滅火系統，該系統可與 ABS 同時作動，也能以手動作動。 

### 關於進氣歧管
使用複合材料製成的進氣歧管可能有冷卻液洩漏的情形，影響的車型年份為 1996 年式至 2001。而這個問題可透過將進氣歧管升級到 2002 年式或更新的版本來解決。
2005 年底，福特在一場集體訴訟的官司達成和解。 詳細內容可參閱此篇。 

## 停產
1990 年代後期，受惠於後驅的非乘載式車身，Crown Victoria 幾乎壟斷了警車和計程車的市場。在 Caprice 停產後，Crown Victoria 唯一剩下的競爭對手是 Grand Marquis，福特為了減少內部競爭，便不再認真地替 Crown Victoria 打廣告，把想買福特的人轉向 Taurus；把想買 Full-Size 的客群轉向 Grand Marquis 和T own Car。
2006 年，福特的重組計劃“The Way Forward”最終決定結束 Crown Victoria 的命運。適逢 2008 年停產民用版車型，福特於 2009 年宣佈於 2011 年關閉加拿大的生產線。而福特豹平台也被迫停產，因為該底盤架構無法配備 2012 年後在美國和加拿大銷售的車輛所需的電子穩定控制系統。
2008 年，福特在美國中止販售民用版車型，警用版和商業版持續販售。後來福特只在海合會成員國中繼續販售民用版車型。
2011 年 8 月 31 日起，St. Thomas Assembly 僅生產 2012 年式的 GCC-Spec Crown Victoria。
2011 年 9 月 15 日，最後一輛 Crown Victoria 下線，出口至沙烏地阿拉伯；除了是最後一台採福特豹平台的車輛，也是在 St. Thomas Assembly 最後一台生產的車輛。

### 後繼車型
2005 年，福特 Five Hundred 問世，其底盤架構源自富豪 S80，與 Fusion 一起取代 Taurus。前驅的 Five Hundred 是福特自 1979 年以來第一款全新的 Full-Size。雖然比 Crown Victoria 短，但車室空間還不錯。Five Hundred 全車系僅提供 5 人座配置。
與 Grand Marquis 和 Town Car 一樣，Ford Crown Victoria 已停產，沒有下一代車型。而 Crown Victoria Police Interceptor 是福特豹平台車型中唯一有後繼車型的，原因是福特推出了 Police Interceptor 警用轎車（基於 Taurus），甚至還進一步開發 Police Interceptor Utility 警用休旅車（基於 Explorer）。
2010 年，福特以 Transit Connect 為基礎，開發專為計程車使用的規格。雖然不是紐約市“Taxi of Tomorrow”比賽的獲勝者，但此車型已被美國其他地方採用。